# 火星全球探勘者號

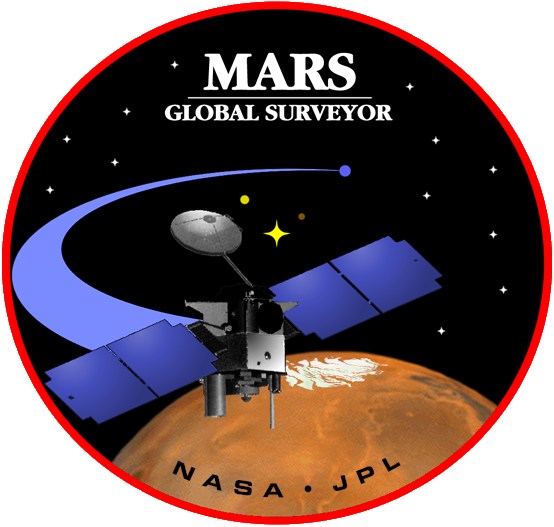
火星全球探勘者號任務徽章

火星全球探勘者號，或譯為火星全球測量者號（Mars Global Surveyor, MGS），是美國國家航空暨太空總署的火星探測衛星，也開啟了新一轮的火星探測計畫。该探测器於1996年11月7日发射升空，在2006年11月2日因為失聯而結束任務。

## 科學儀器
火星全球探勘者號總共搭載五項科學儀器：
- 火星軌道器相機（MOC）
- 火星轨道器激光高度计（MOLA）
- 热辐射光谱仪（TES）
- 磁力儀與電子反射儀（MAG/ER）
- 多普勒测量用超稳振荡器（USO/RS）

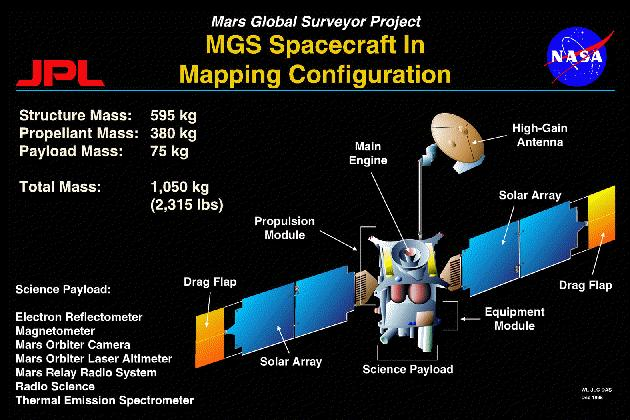
火星全球探勘者號配置圖

- 火星信号中继器（Mars Relay），訊號接收器。

火星軌道器相机共有三台，一台窄角相机，可拍摄（黑白）高分辨率图像（通常为1.5至12米/像素）和二台红、蓝广角相机用于拍摄背景（240米/像素）及每日全球成像（每像素7.5公里）。火星轨道器相机在4.8个火星年中，即从1997年到2006年中共发回了超过24萬幅图像。高解析度影像的幅寬約1.5或3.1公里，但為了顯示某些特定地區的地表特徵，大多數的圖幅寬會較小，影像長度約3至10公里。當拍攝高解析度影像時也同時拍攝較低解析度的背景影像，作為指出高解析度影像拍攝位置之用。背景影像一般長寬是115.2公里，解析度 240 米/像素。

## 火星全球測繪

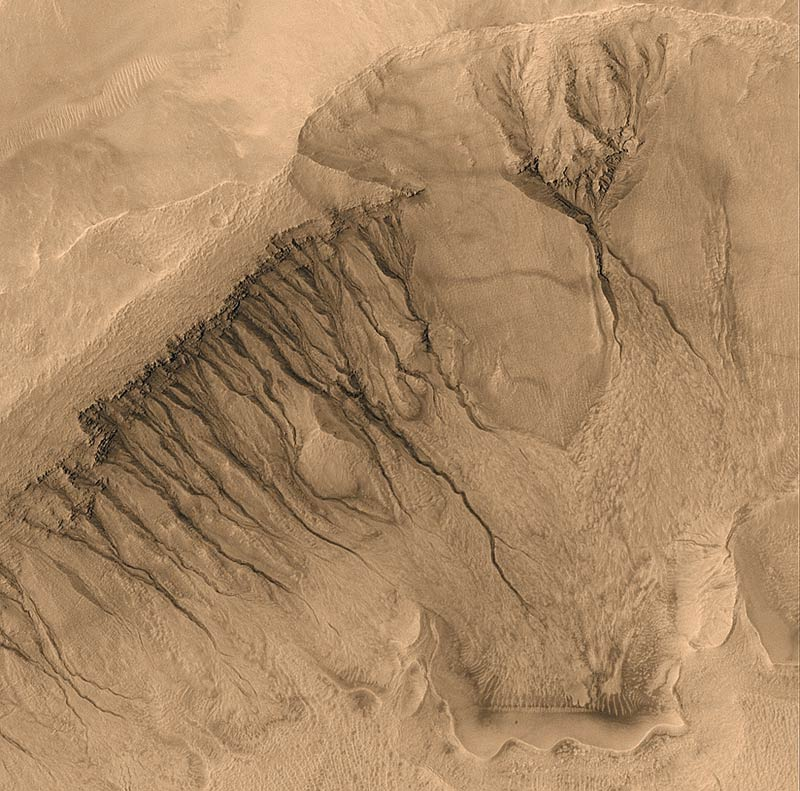
這個由火星全球探勘者號拍攝的影像在火星上相當於1500公尺寬的範圍。影像中可見位在薩瑞南高地（Sirenum Terra）內牛頓撞擊坑壁的山溝。在地球上類似的地形是流水造成的，但火星表面氣溫和氣壓過低，液態水無法存在。儘管如此，許多科學家假設火星表面下存在的地下水有時會流到表面，在被冰凍或蒸發前侵蝕火星表面，產生槽溝和河道

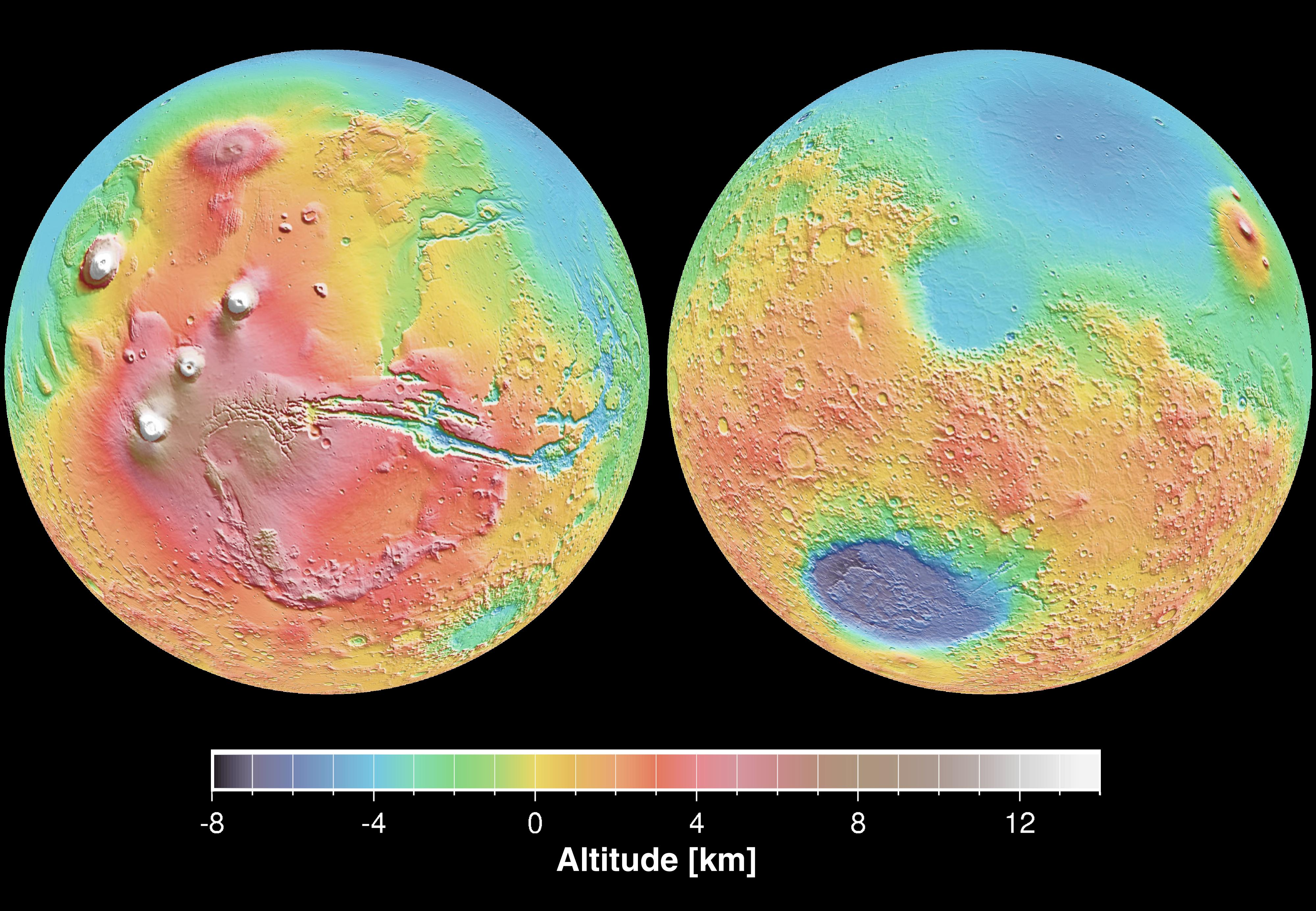
使用火星全球探勘者號上的火星衛星雷射測高儀資料繪製的火星地形圖

火星全球探勘者號環繞火星的週期是117.65分鐘，軌道高度378公里。其軌道是接近正圓形的，且經過極點正上方附近（傾斜角度93°）。選擇這個高度的軌道是為了以太陽同步軌道環繞火星，所以MGS所拍攝火星表面的影像是同一個地表區域在不同日子也會以相同的照明條件下被拍攝。在每個軌道之下，MGS拍攝火星表面會因為火星的自轉而向西偏移28.62°。實際上，MGS總是在14:00以跟太陽一樣的速度從一個時區移動到另一個時區。在7個火星的太陽日和環繞火星88次以後，MGS會以近似的路線重新經過之前的路線，但會向東偏移59公里；這確保了MGS可以探測整個火星表面。
在MGS的延伸任務中進行了研究火星表面以外的研究。MGS常進行滾動和俯仰動作以在軌道最低點以外的地方拍攝影像。

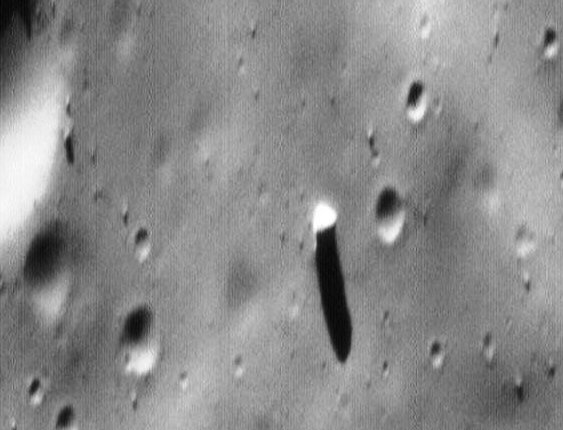
MGS的MOC於1998年拍攝的弗伯斯巨石（Phobos monolith，影像中心的右方），影像編號55103 (MOC Image 55103)。

此外，MGS也拍攝了其他火星探測器和火星的衛星。1998年MGS的MOC拍攝了火衛一上的一塊獨立巨石，被稱為弗伯斯巨石（Phobos monolith），影像編號55103。

## 主要任務結果
火星全球探勘者號在主要任務期間（1996年至2001年）的探測成果發表在《地球物理研究期刊》（Journal of Geophysical Research），作者是 M. Malin 和 K. Edgett。火星全球探勘者号的發現如下：
- 火星上發現了至少10公里厚的地層。要形成如此厚度的地層必須要有大量的物質被風化、搬運和堆積。

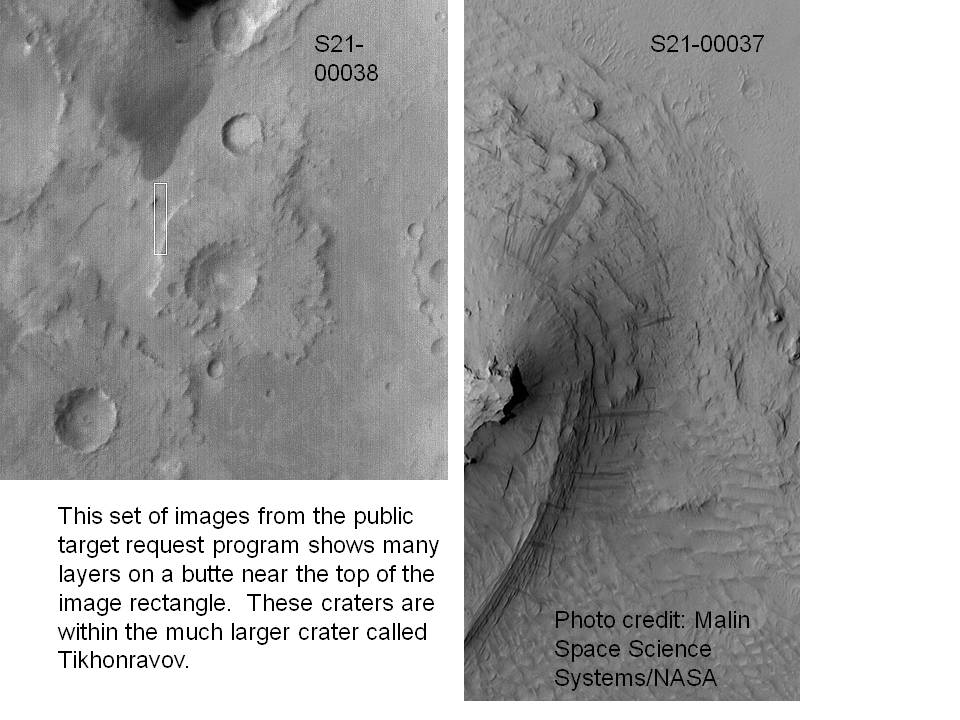
火星全球探勘者号拍攝阿拉伯區的一個古老撞擊坑。坑內地層沉積物可能來自火山、風或者是在水下沉積。左側另一撞擊坑是底座形撞擊坑。
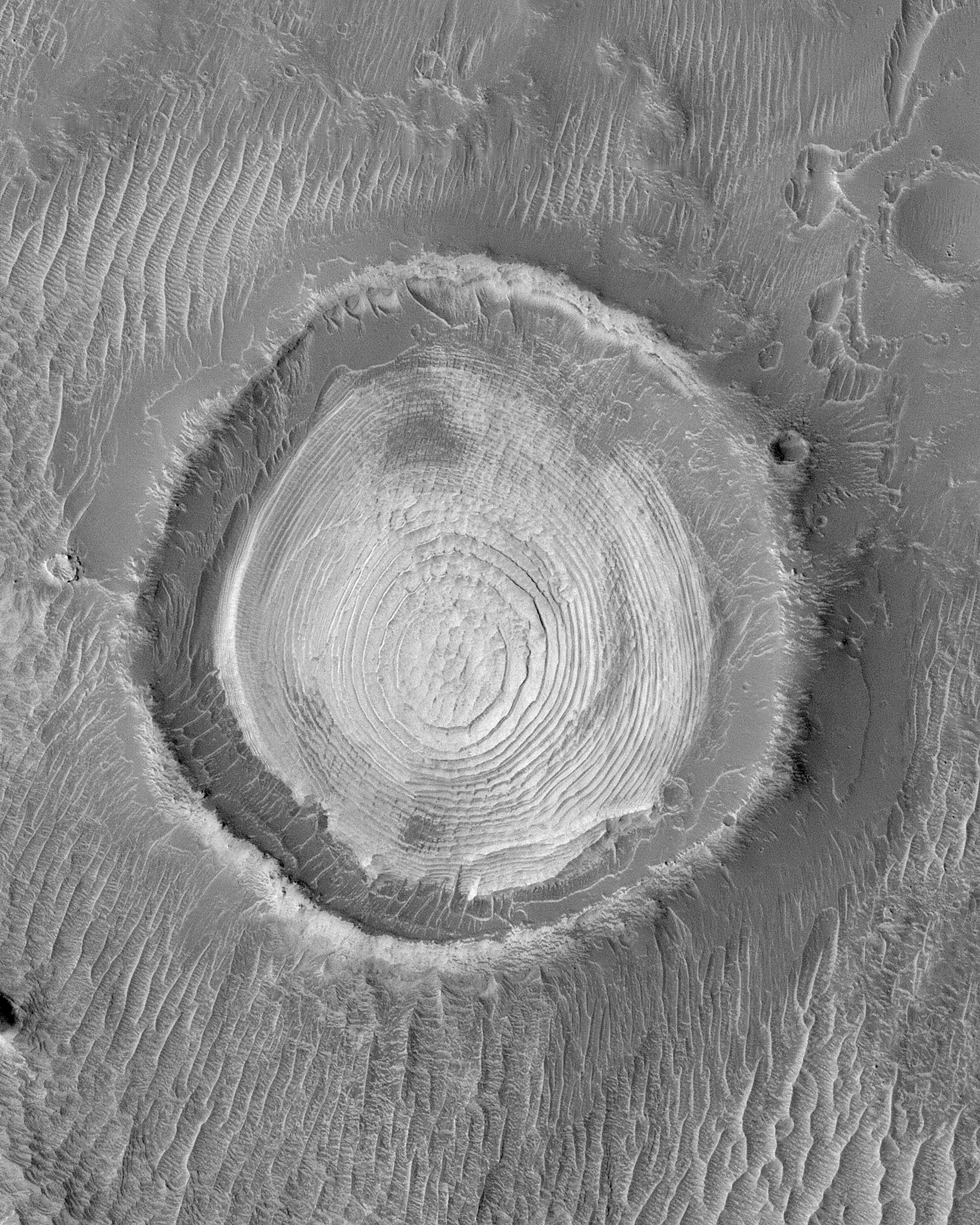
火星全球探勘者号拍攝的斯基亞帕雷利撞擊坑內的地層，位於示巴湾区。
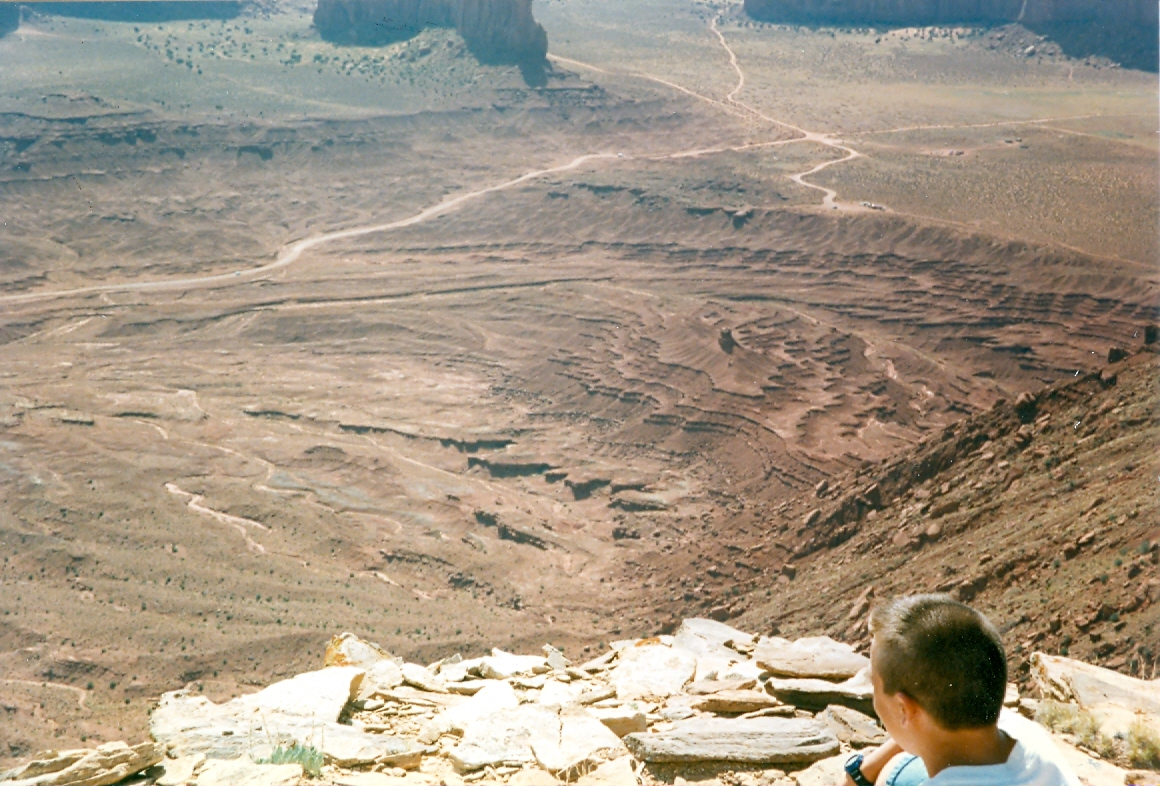
紀念碑谷的地層。目前仍在進行地質作用中，其中一部分是在水下沉積。火星上發現了類似的地層，因此火星上的地層可能與水流相關。
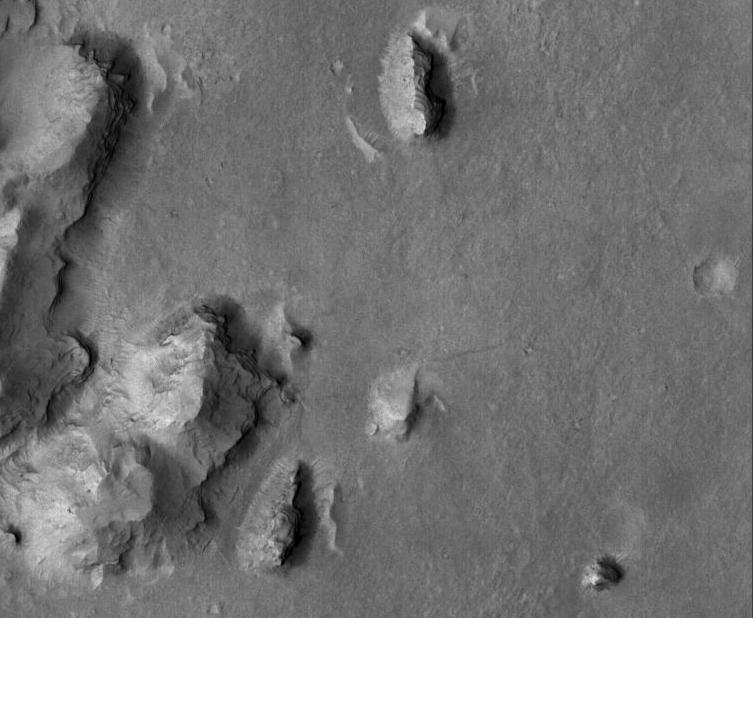
火星全球探勘者号拍攝埃俄利斯区的孤峰和地層。

- 火星北半球可能和南半球一樣有大量撞擊事件，但大部分在北半球的撞擊坑已被埋在沉積層下。

- 撞擊坑等許多地表特徵曾被覆蓋，近年重新出現。

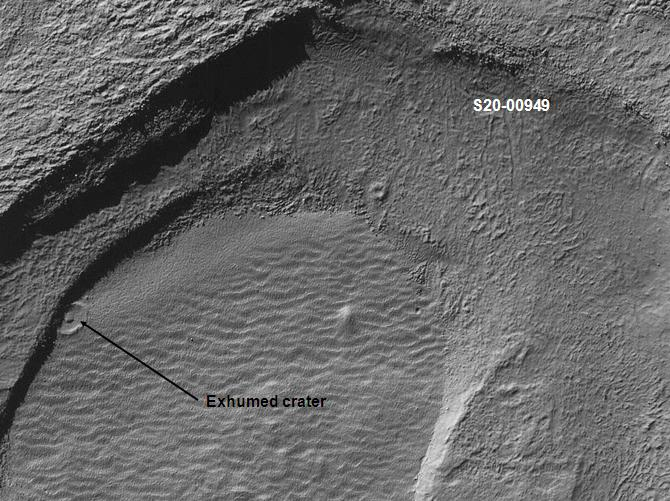
火星全球探勘者号拍攝到挪亞區的一座撞擊坑曾被覆蓋，近年因為侵蝕作用而露出。
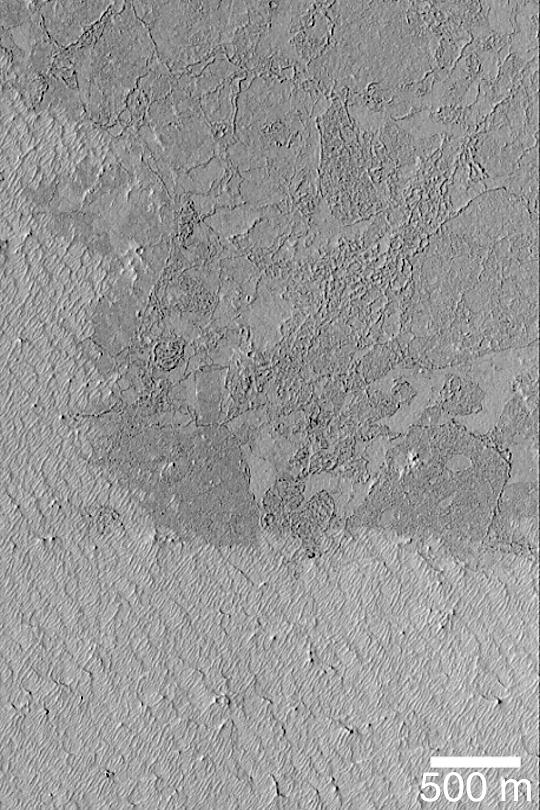
曾經被覆蓋的熔岩流露出地表。
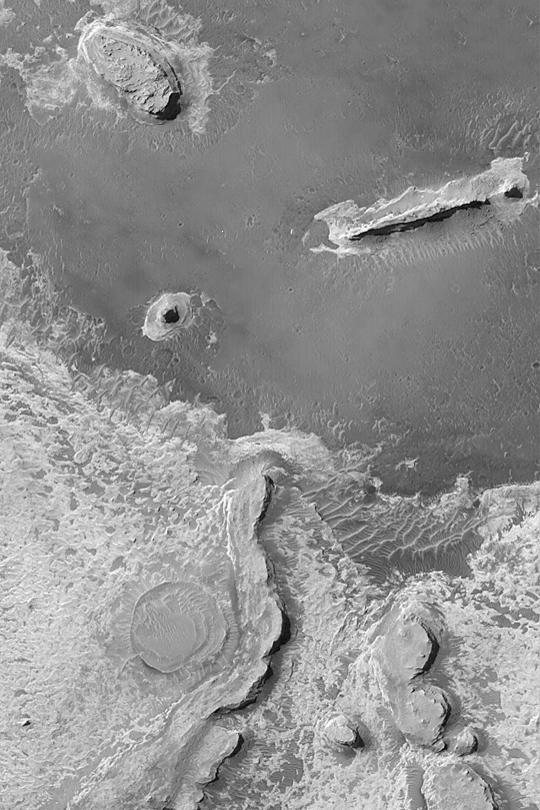
伊斯墨诺斯湖区一座曾被覆蓋，因為侵蝕作用露出的撞擊坑。
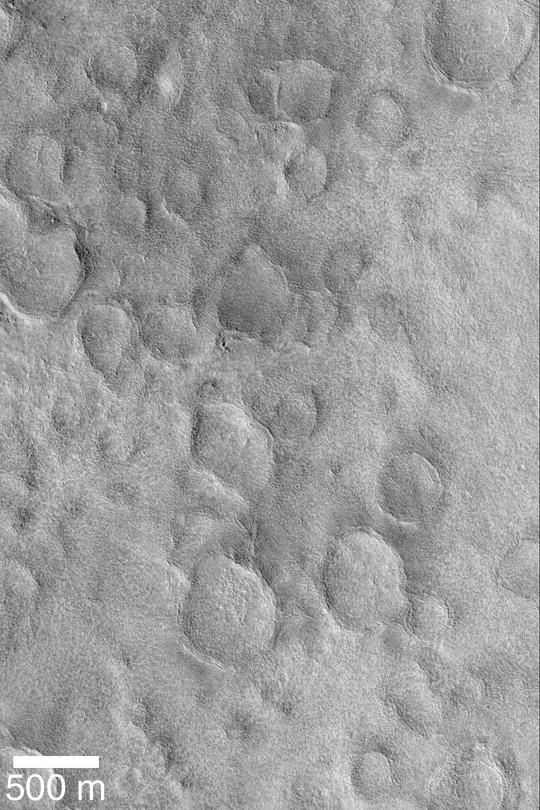
火星北半球表面看起來较平坦，但有許多撞擊坑被覆蓋。刻布壬尼亚區有一群撞擊坑部分露出。

- 數百條因為液態水而形成的溪谷被發現，且可能是近年形成[8][9][10][11]。

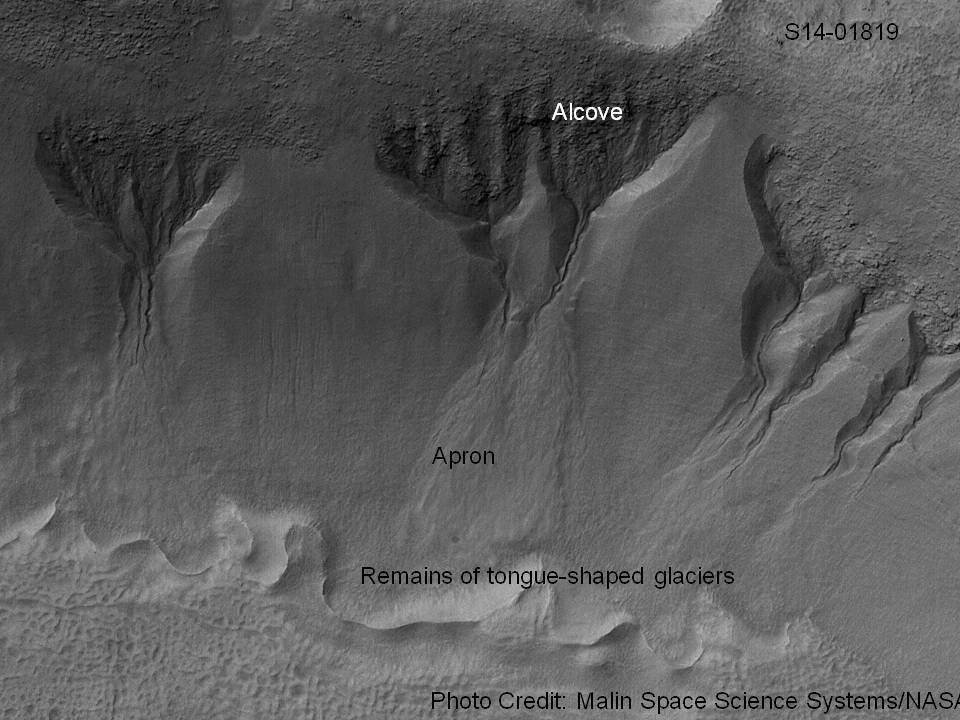
位於牛頓撞擊坑附近的坑洞北側環型山的溪谷群(南緯41.3047°，東經192.89°)。影像位於法厄同區。
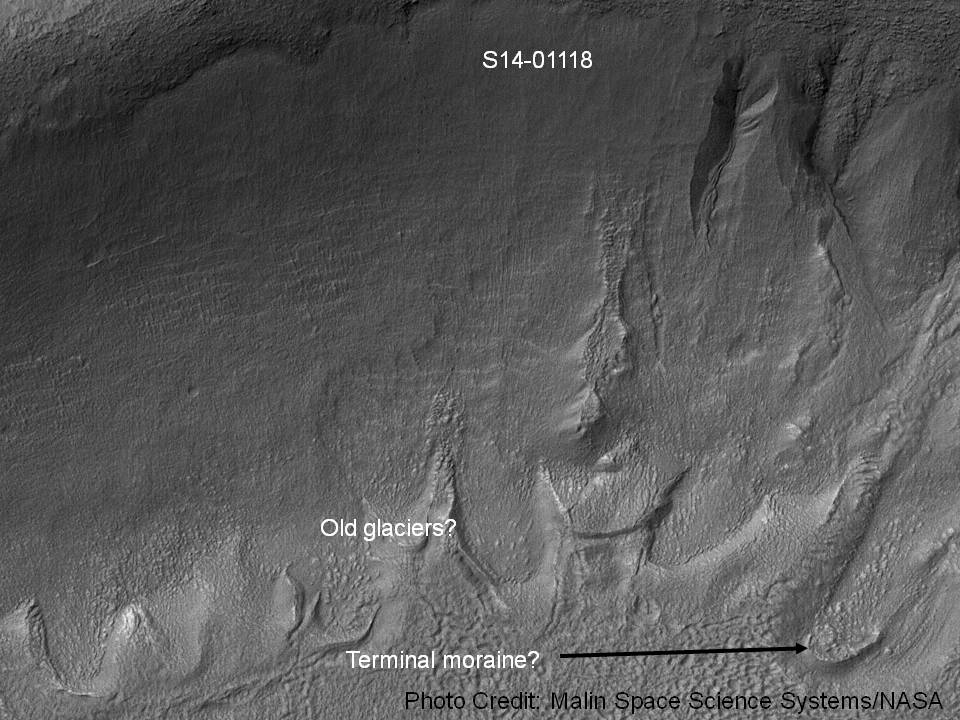
在艾瑞达尼亚區內克卜勒撞擊坑以北某坑洞內的溪谷。該地形特徵也許是古代冰川的遺跡。右側其中一個形狀類似舌頭。
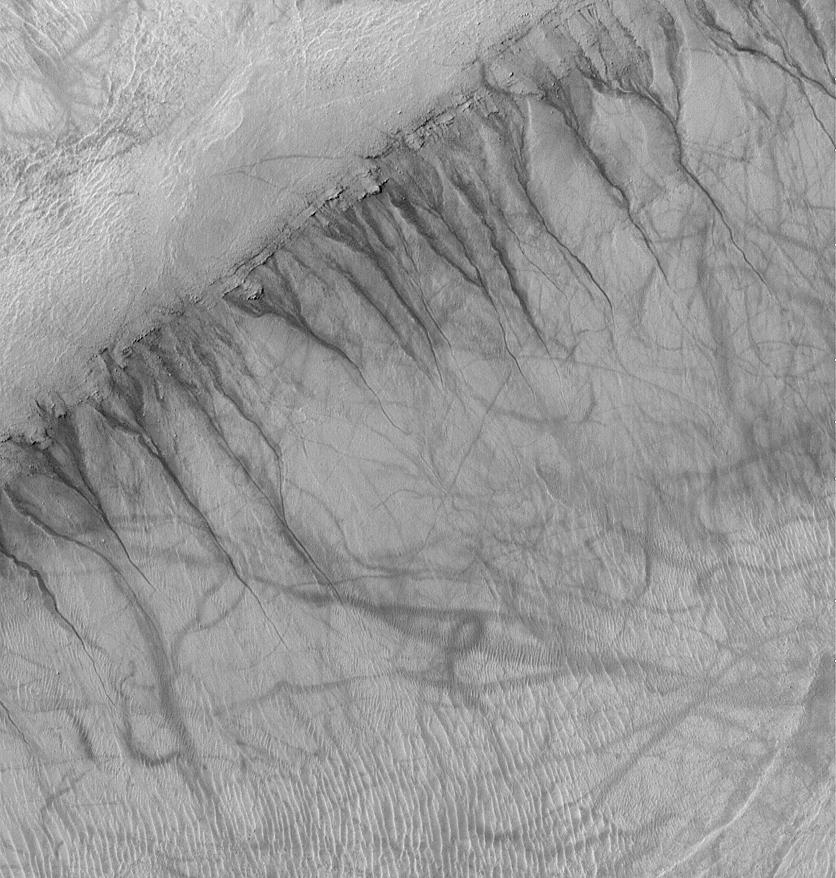
凱撒撞擊坑壁內的溪谷。一般來說溪谷地形特徵經常只在撞擊坑一側被發現。位於挪亚区
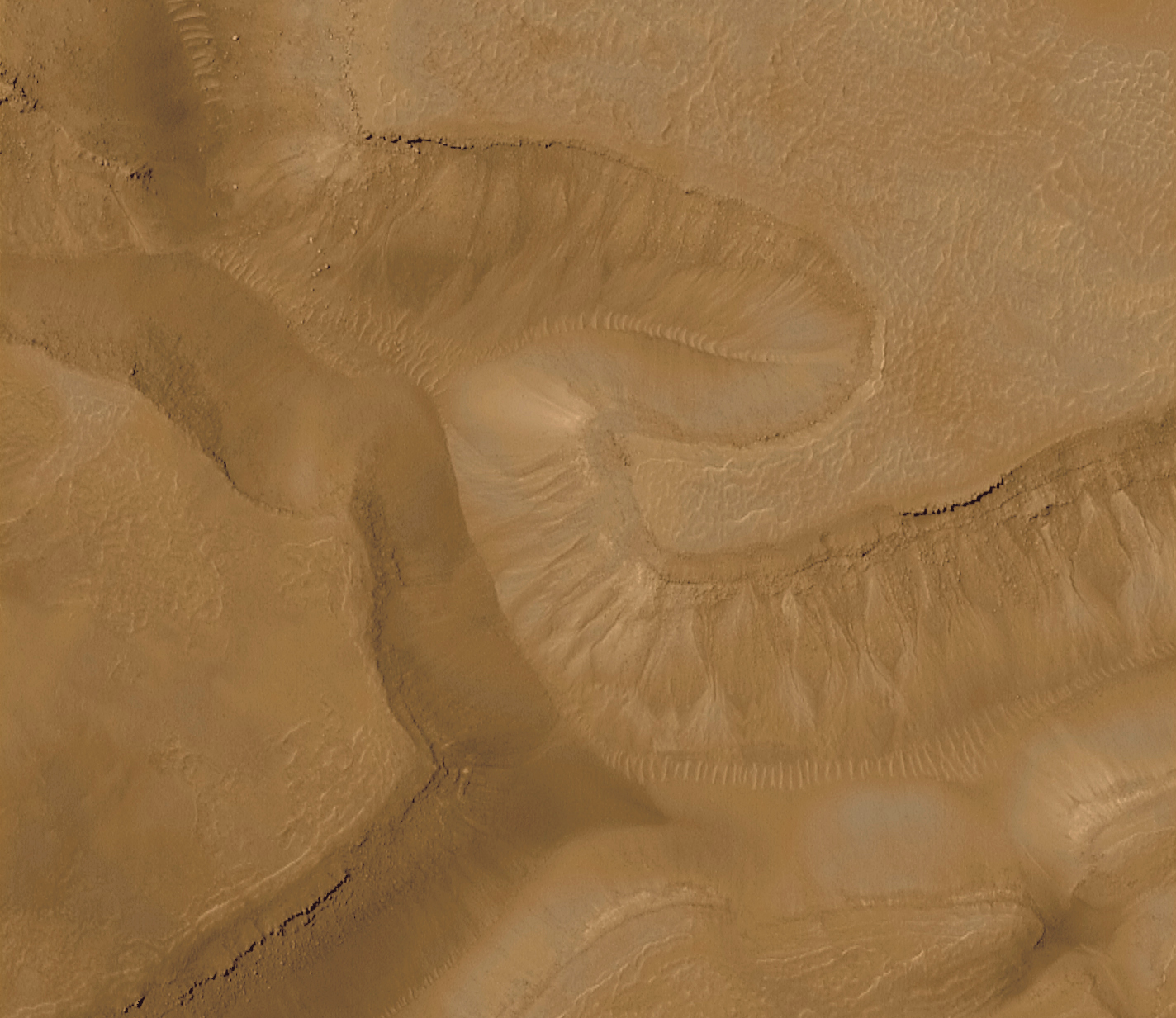
戈耳貢混沌地形內溪谷的全彩影像。影像位於法厄同區。

- 火星表面大範圍的地層覆蓋了所有的陡峭斜坡。這些地層表面有的平坦，有的有許多坑洞。部分科學家認為可能是因為地下的冰昇華成水蒸氣後散逸。

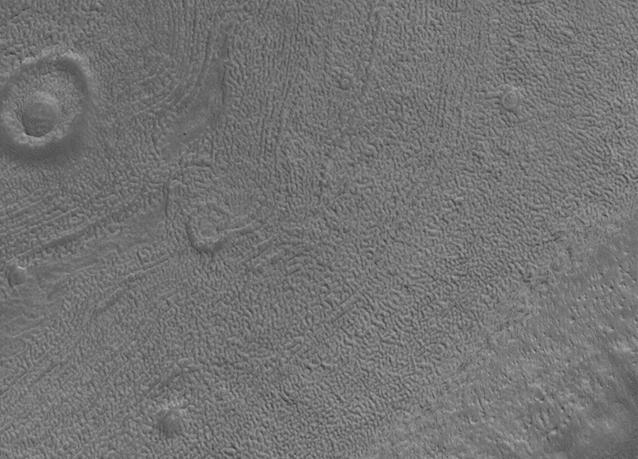
法厄同區表面近照。表面坑洞可能是因為地下的冰轉變成水蒸氣後散逸而造成。
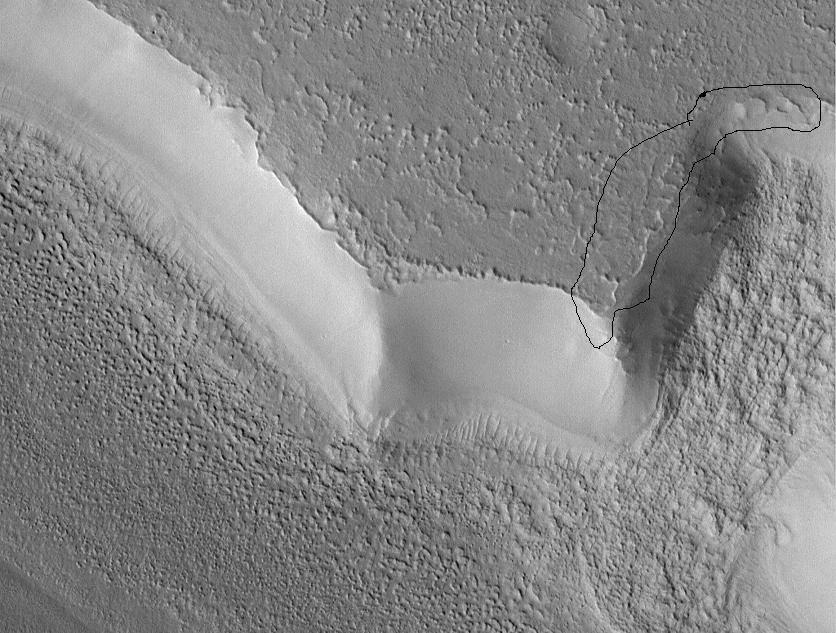
厚層地層覆蓋了大部分的區域。注意在峭壁表面缺乏巨石。地層邊緣的露頭在影像中黑圈內。位於伊斯墨诺斯湖區。
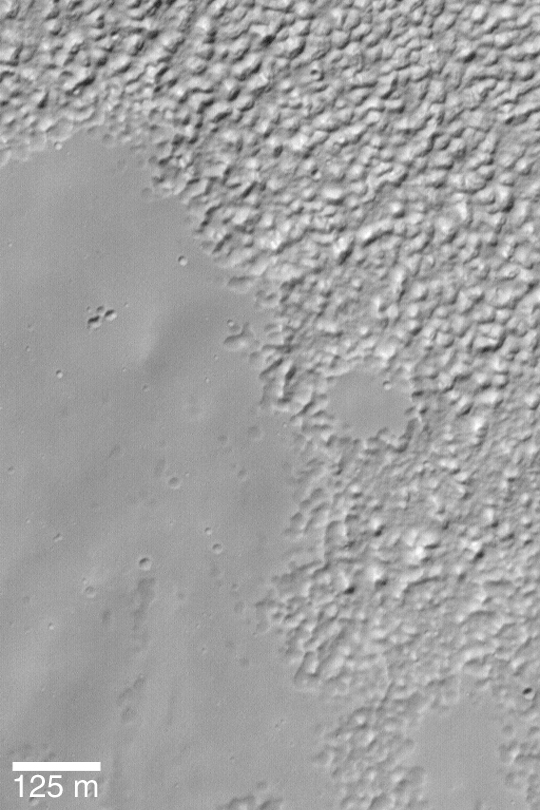
火星全球探勘者号拍攝的地層物質影像。
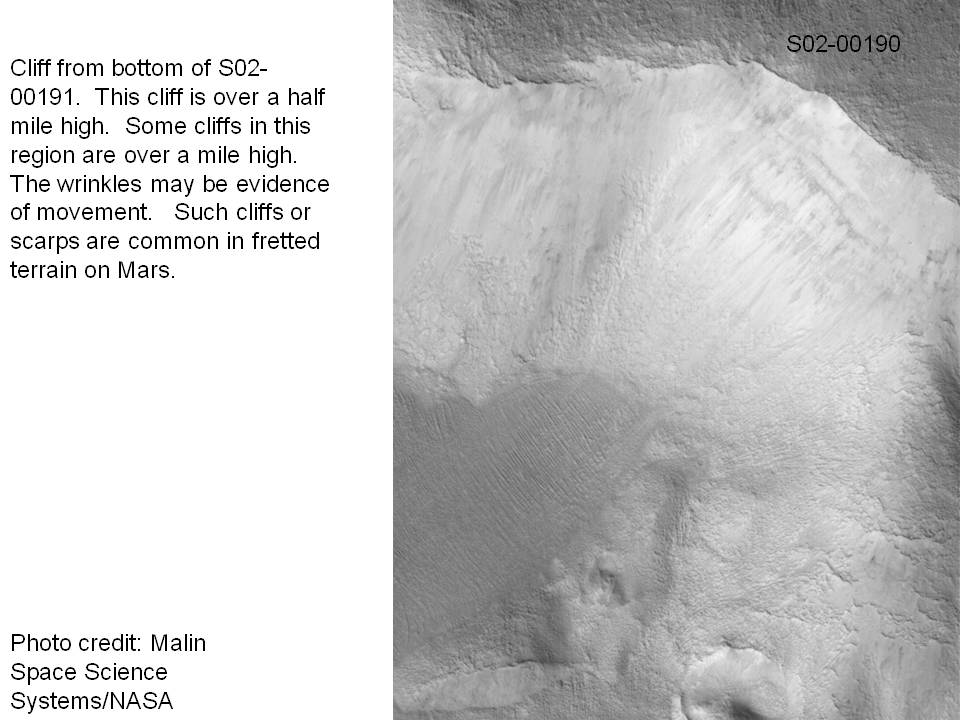
伊斯墨诺斯湖區的峭壁，平坦的地層覆蓋其表面。

- 部分區域被赤鐵礦覆蓋。赤鐵礦代表了該區域可能曾經有液態水[12]。

- 火星表面的暗色條紋是因為塵捲風而形成。塵捲風痕跡（英语：Dust devil tracks）被發現經常變化，甚至一個月就改變型態[13]。

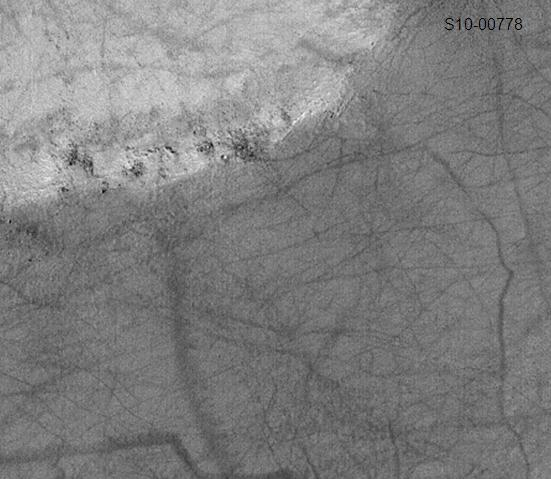
火星全球探勘者号拍攝的艾瑞達尼亞區的大和小規模塵捲風痕跡，因為一場大規模塵捲風造成
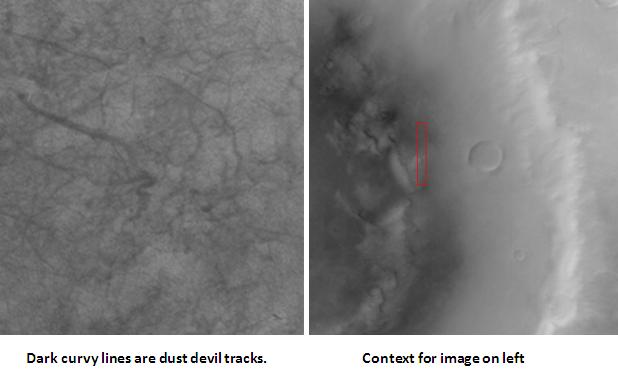
火星全球探勘者号拍攝的艾瑞達尼亞區的克卜勒撞擊坑的塵捲風痕跡。
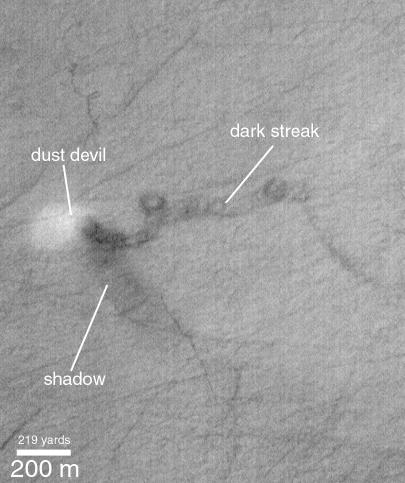
火星全球探勘者号拍攝的塵捲風。
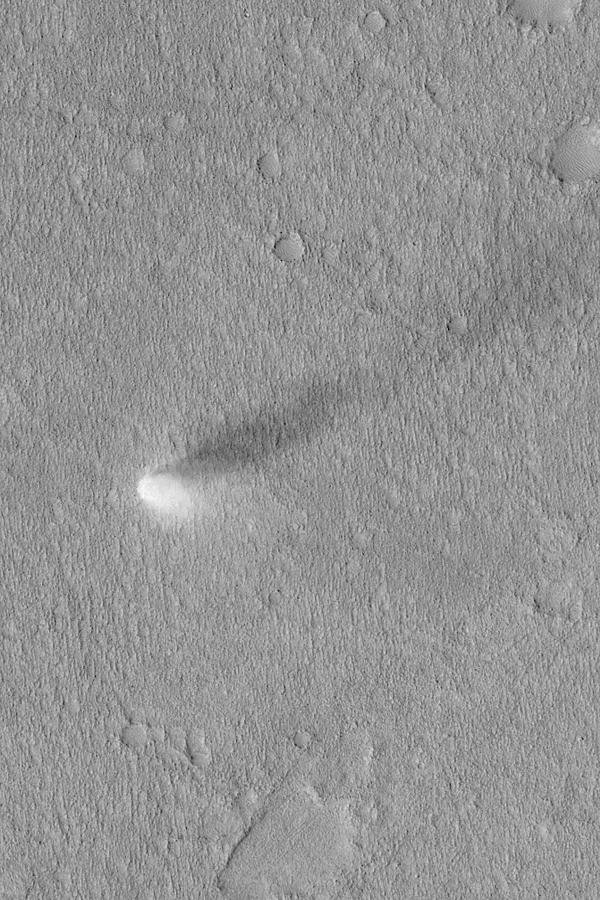
刻布壬尼亚區活動中的塵捲風在影像右方出現影子。

- 火星南極冠發現類似「瑞士干酪」的地表特徵。表面的洞深度約數公尺。每年洞的體積持續變大，火星現在可能在暖化中[14]。

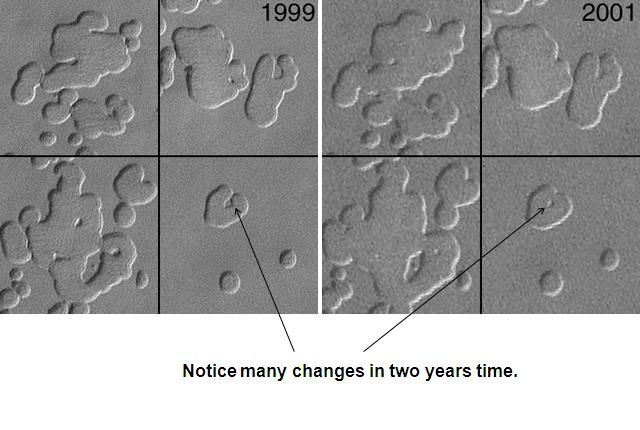
1999年至2001年火星南極的變化，注意這兩年中瑞士乳酪形狀的洞穴如何變化。
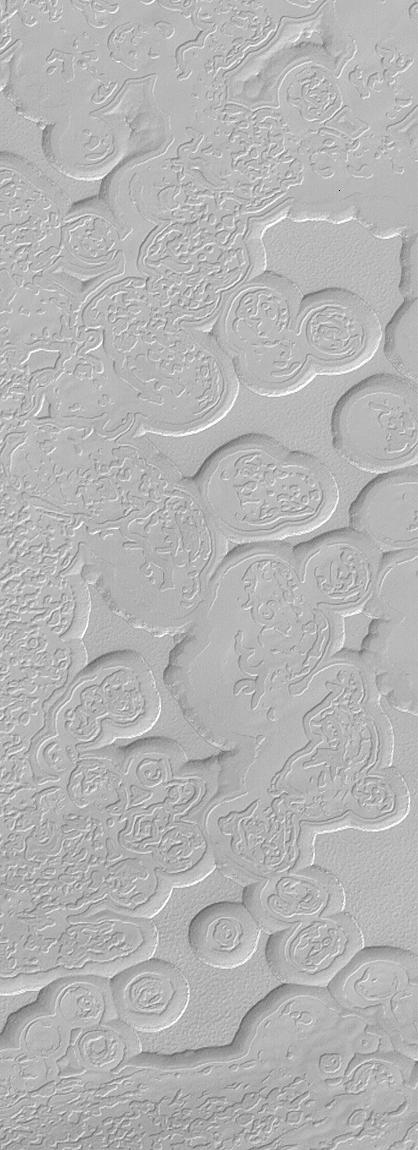
瑞士干酪特征。影像中最大的桌山地形高度約4公尺。
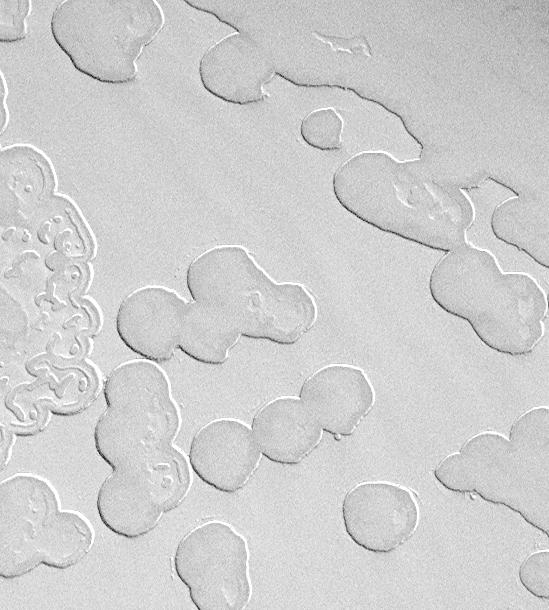
瑞士干酪特征的地層；分成高亮度的上層與低亮度的下層
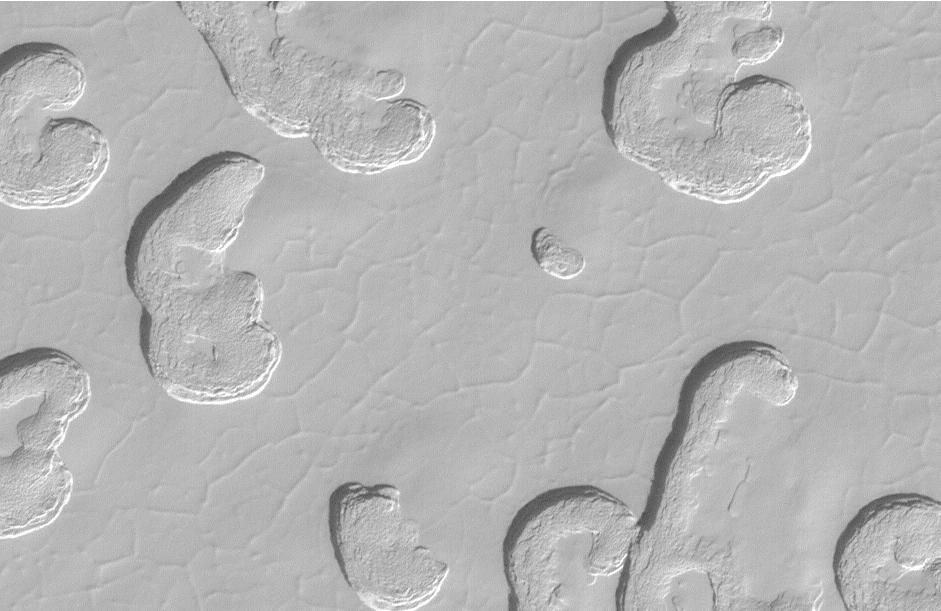
瑞士干酪特征近照。多邊形特徵可能是因為淺槽而造成。

- 火星全球探勘者号上的熱輻射光譜儀發現整個火星表面幾乎都被火山岩覆蓋。

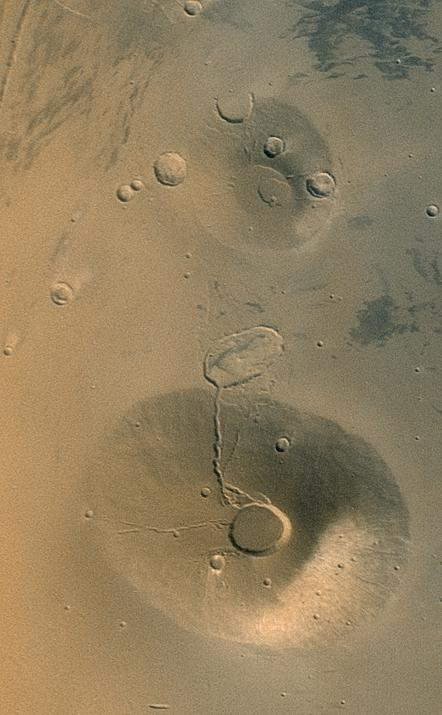
什洛尼爾斯小火山，火星上的眾多火山之一。
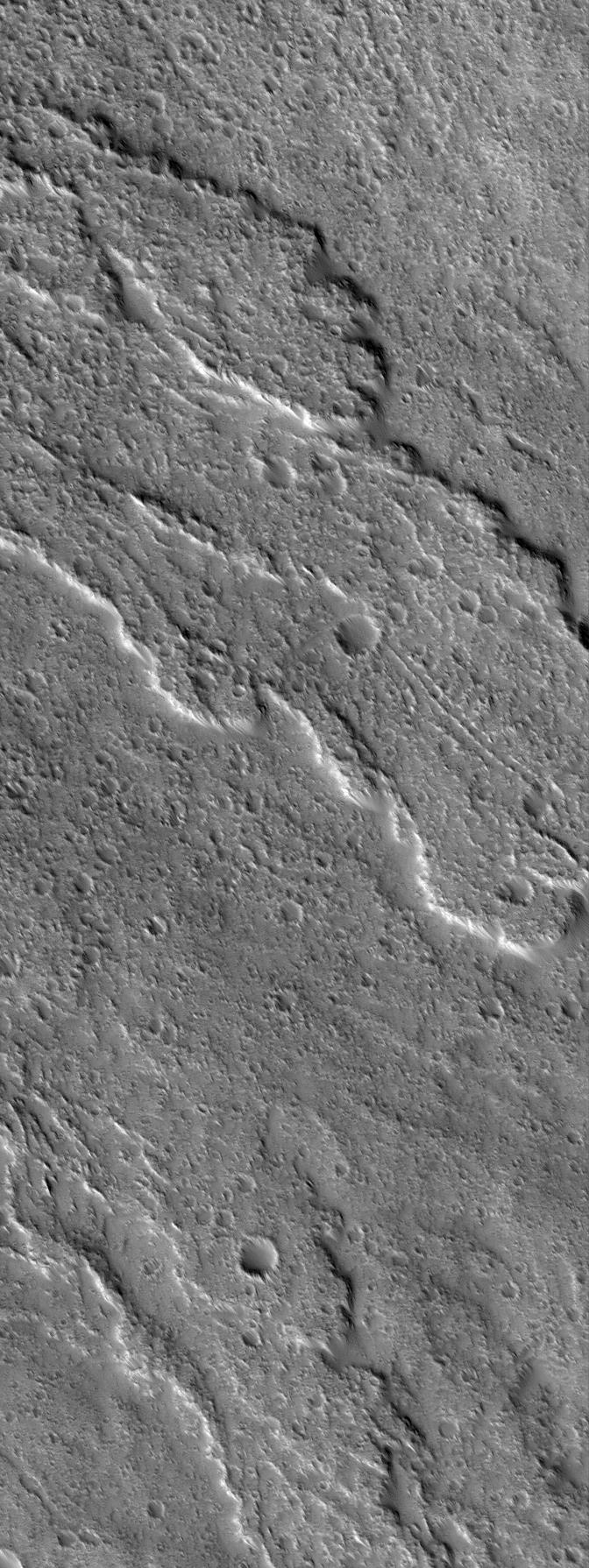
塔爾西斯區的熔岩流。
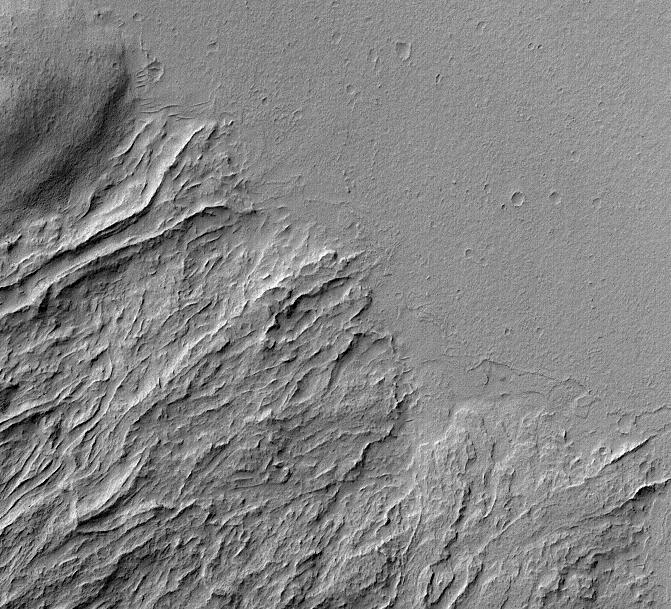
奧林帕斯山山腳的年輕和年老熔岩流平原。平坦平面的較年輕。較老的熔岩流平原有渠道和在邊緣有類似河堤的地形，這類地形特徵在火星許多熔岩流平原常見。
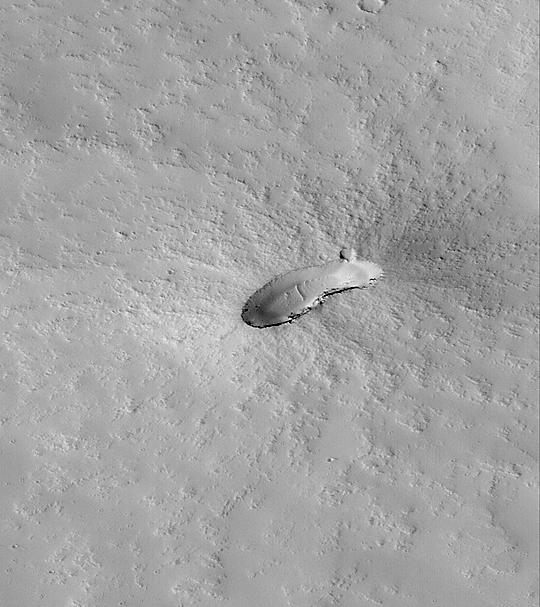
鳳凰湖區的小火山。影像寬度約1.9英里。

- 數百個房屋大小的巨礫在某些區域被發現；這代表火星表面有物質足以互相凝聚，甚至在往下坡移動的時候。大多數巨礫發現在火山岩區域，因此這些具利可能是從熔岩流平原風化生成。

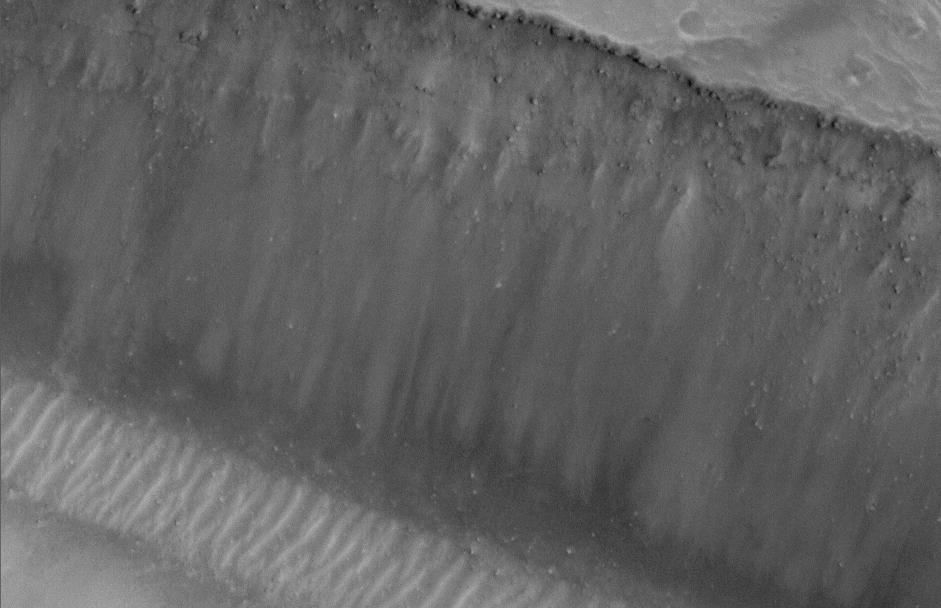
房屋大小的巨礫在影像中的區域散布。
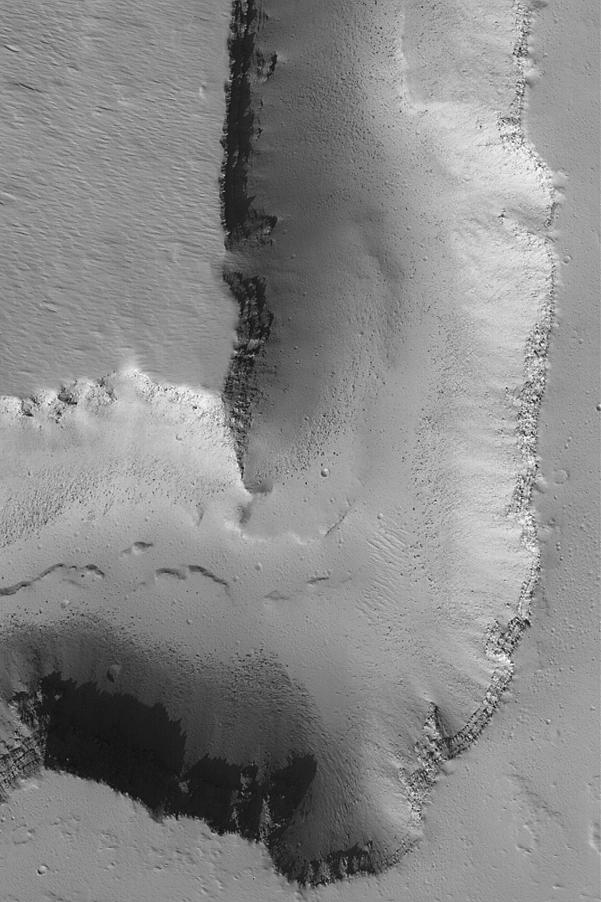
這些巨礫位於艾斯克雷爾斯山附近。火星上的火山可能是這些巨礫的由來：硬巨礫由玄武岩組成，足以抵抗火星現在環境中的侵蝕作用。

- 數千條陡坡上的暗條紋被發現；大部分科學家相信這是因為塵土崩落造成[15]。但有部分科學家認為可能和液態水有關係[16][17][18]。

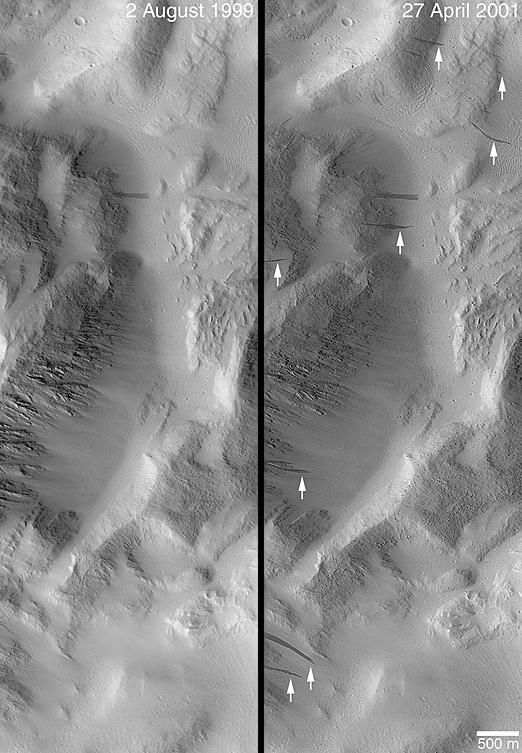
火星全球探勘者号拍攝到許多條文在觀測的這幾年中變化
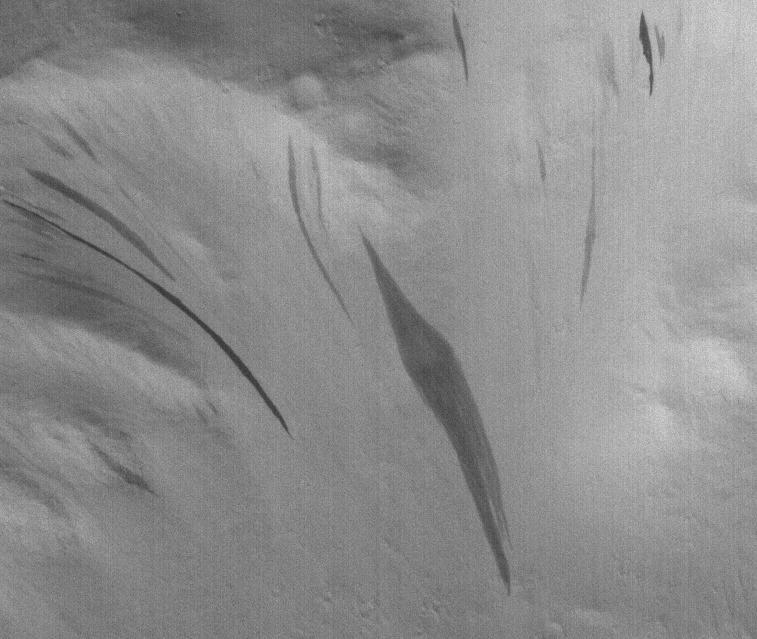
狄阿克里亚区的暗坡條紋。

## 火星探測漫遊者通訊次系統
火星全球探勘者號是火星探測漫遊者與地球聯絡的中繼通訊衛星。這個功能直到2008年9月仍然有效。

## 火星全球探勘者號與廣義相對論：蘭斯-蒂林效應實驗
火星全球探勘者號的資料也可以進行廣義相對論的參考系拖拽實驗。

## 發現火星表面水的存在
2006年12月6日從美国宇航局发布的照片發現，在塞壬高地和半人馬山發現在1999至2001年間有液態水的地理特徵。
數百條可能是因為水流而形成的冲沟被認為可能是近年才形成的，這些冲沟出現在陡坡和特定緯度的區域。
有數條河道內部甚至有可以保留液態水的較小河道，這些河道中最有名的是纳内迪谷和尼尔格谷。

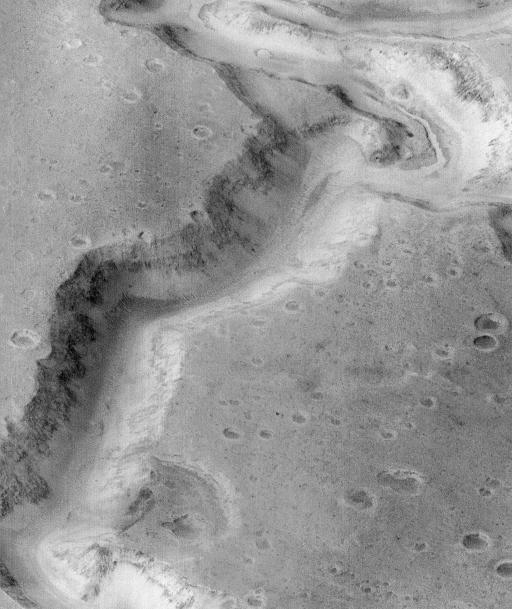
納內迪峽谷底部的內部較小河道，被認為可以長期保留液態水。

## 其他圖片

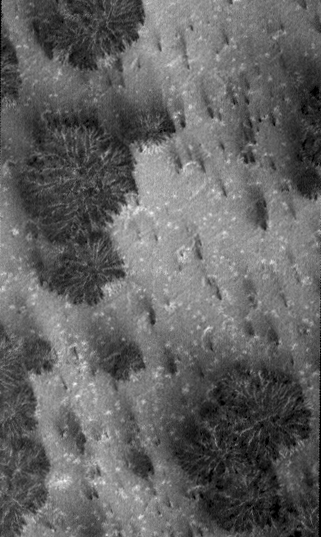
2000年10月16日釋出的影像。
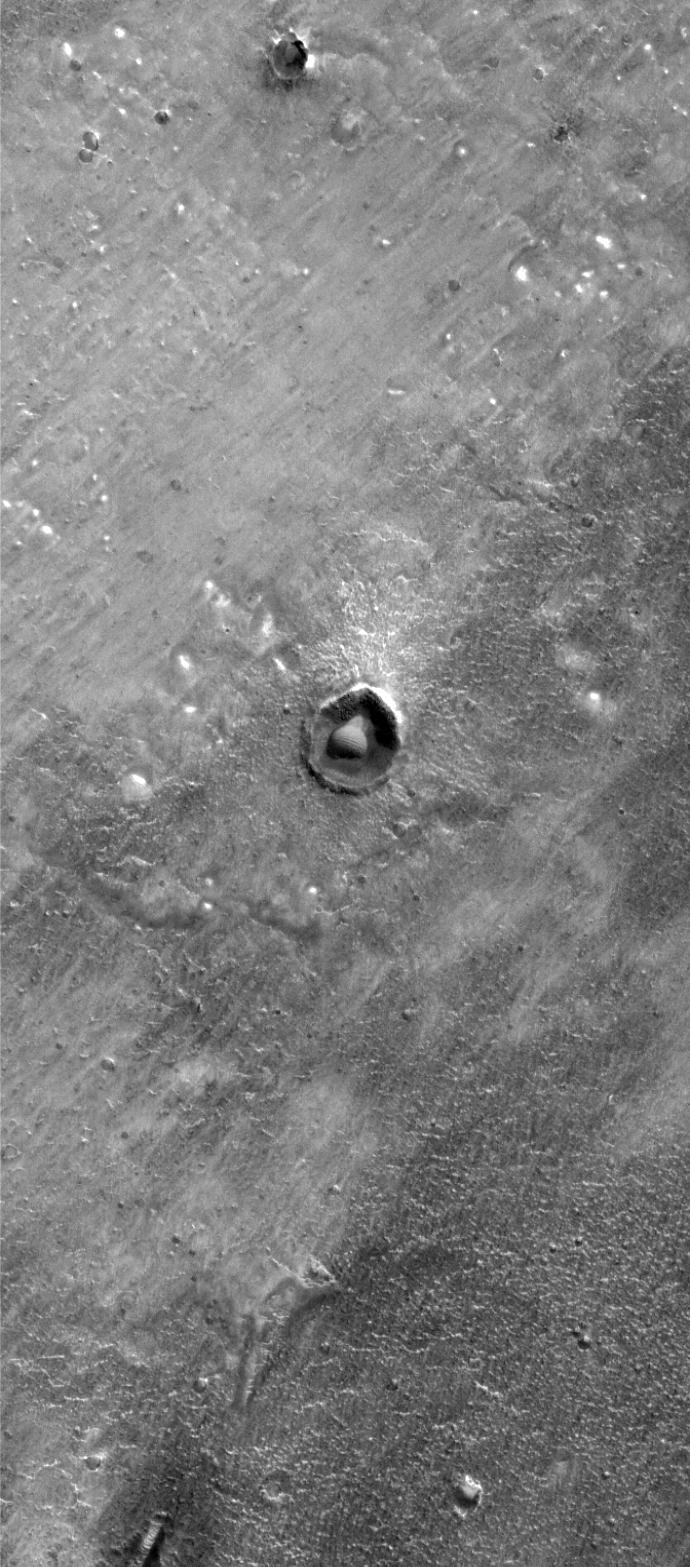
火星全球探勘者号拍攝的影像。
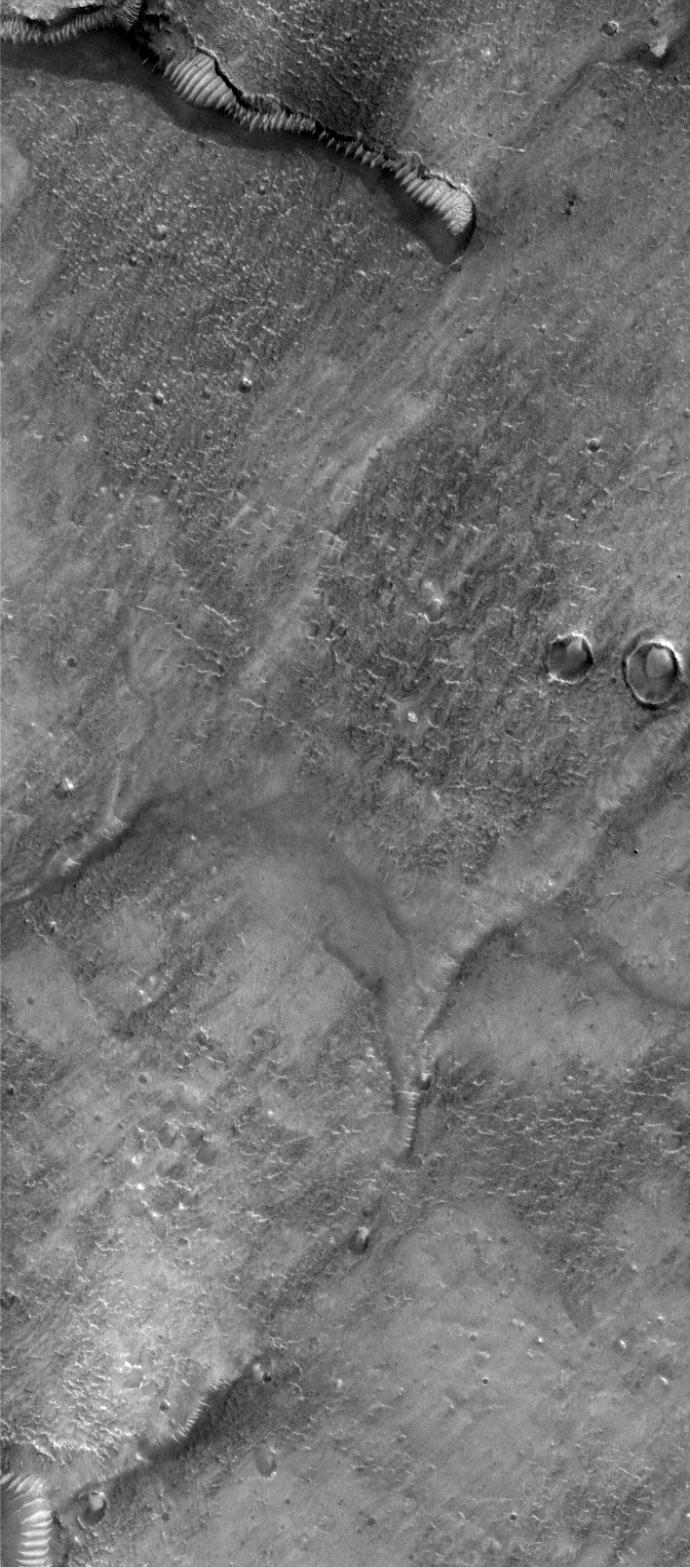
火星全球探勘者号拍攝的影像。
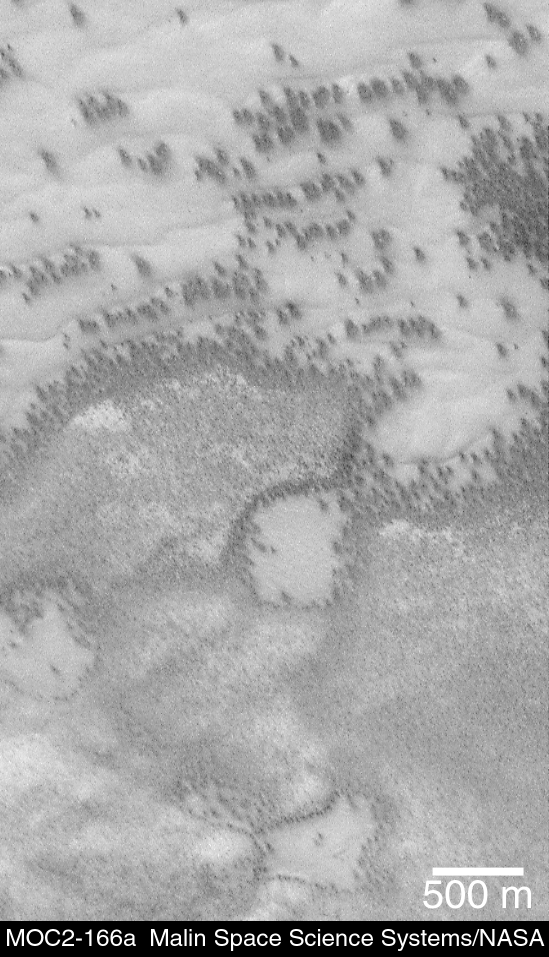
1999年8月10日拍攝的影像。
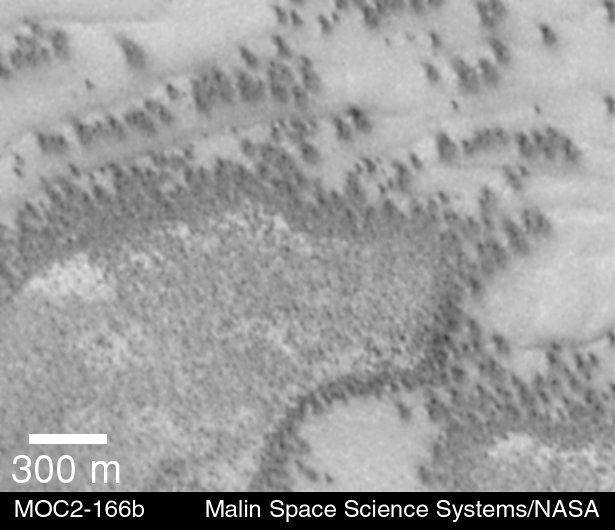
1999年8月10日拍攝的影像。
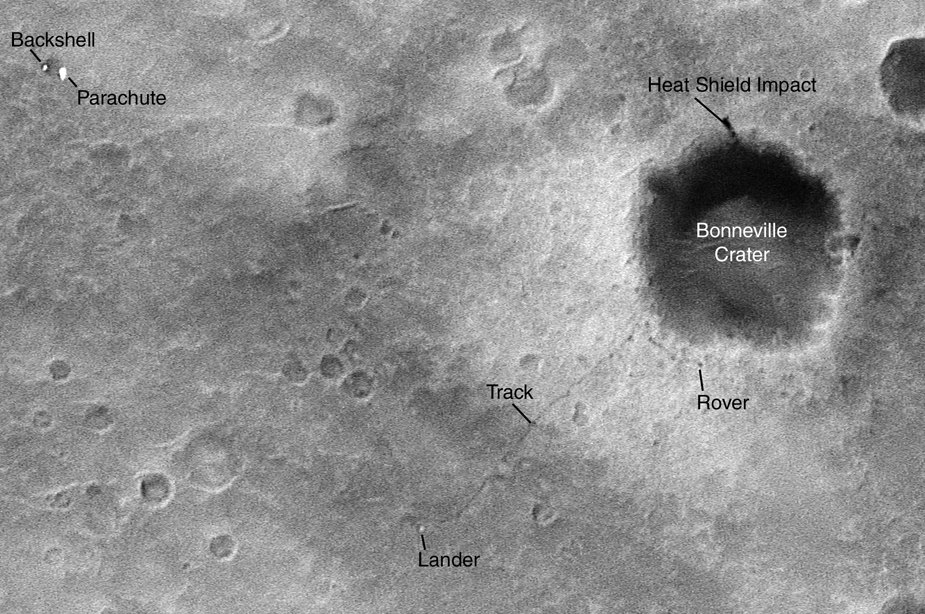
火星全球探勘者号拍攝的精神號登陸地點和行走足跡。
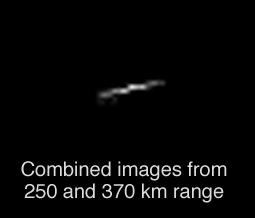
火星全球探勘者号拍攝的火星快車號。
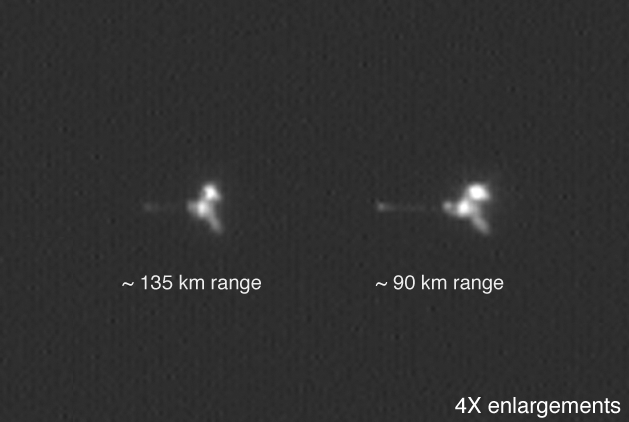
火星全球探勘者号拍攝的2001火星奧德賽號。
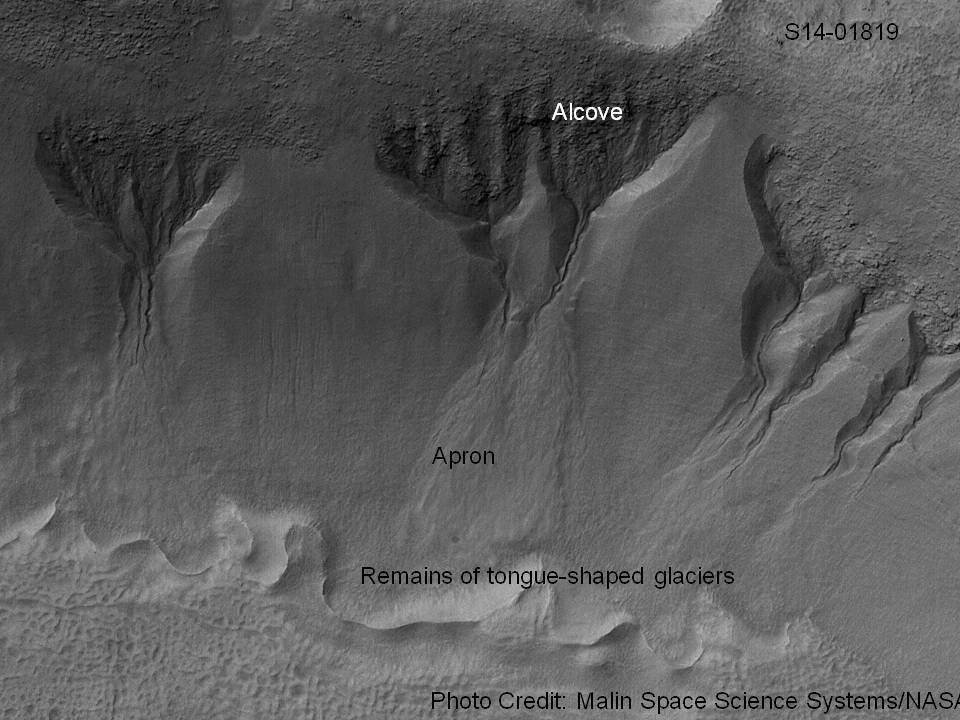
位於牛頓撞擊坑附近的坑洞北側環型山的冲沟群(南緯41.3047°，東經192.89°)。影像位於法厄同区。
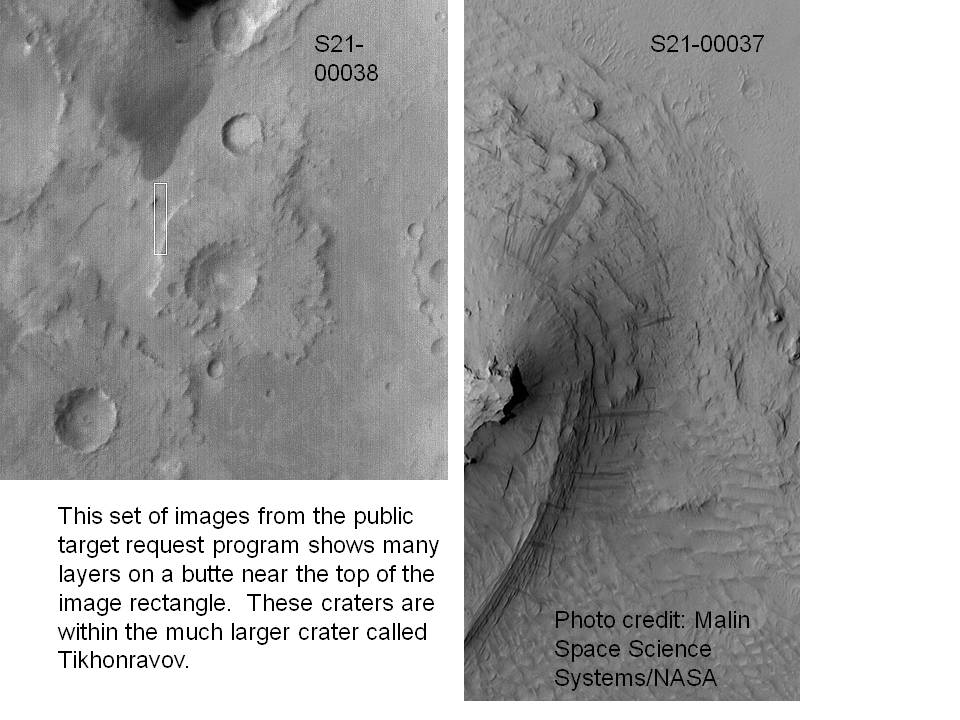
阿拉伯區的一座古老撞擊坑。該撞擊坑內地層可能來自火山、風或水作用而沉積。左側另一撞擊坑為底座形撞擊坑。
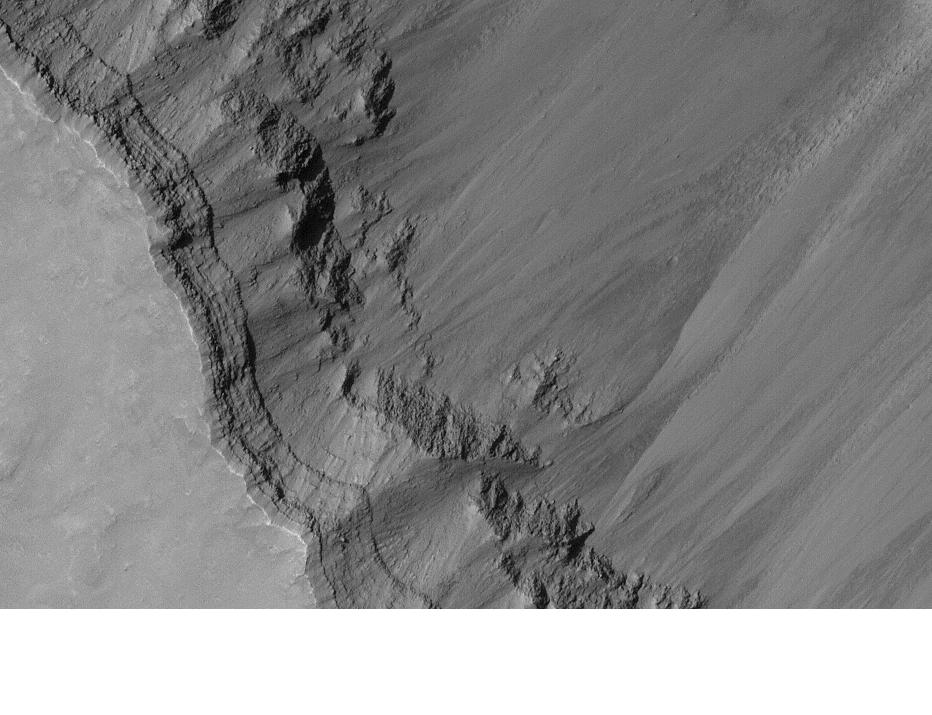
科普剌塔斯區一峽谷峭壁的地層。
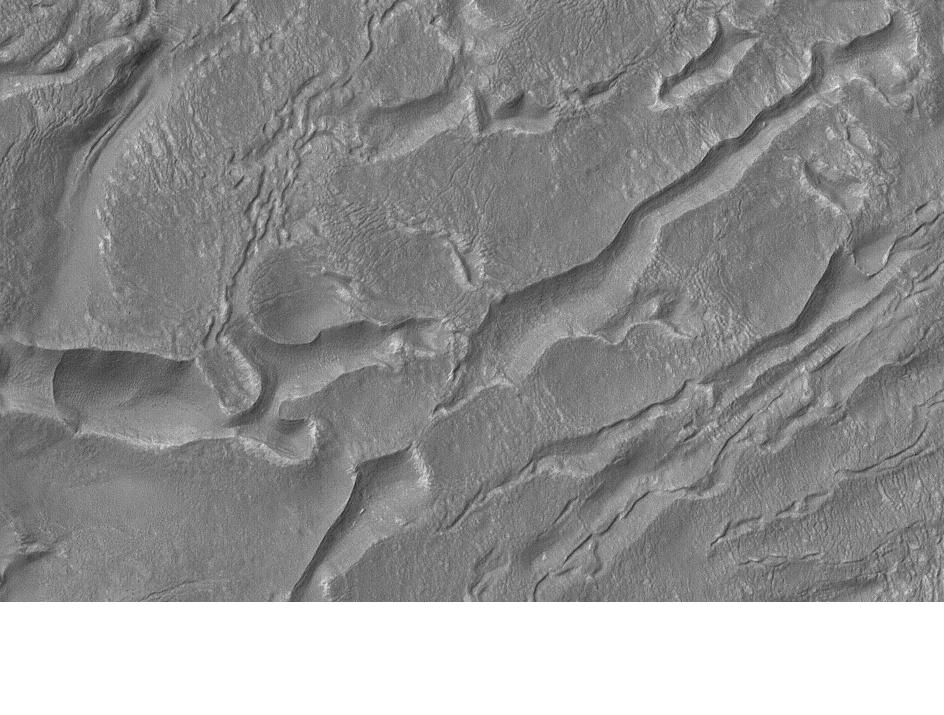
希臘平原內的帶狀或太妃糖狀地層。形成原因至今未明。
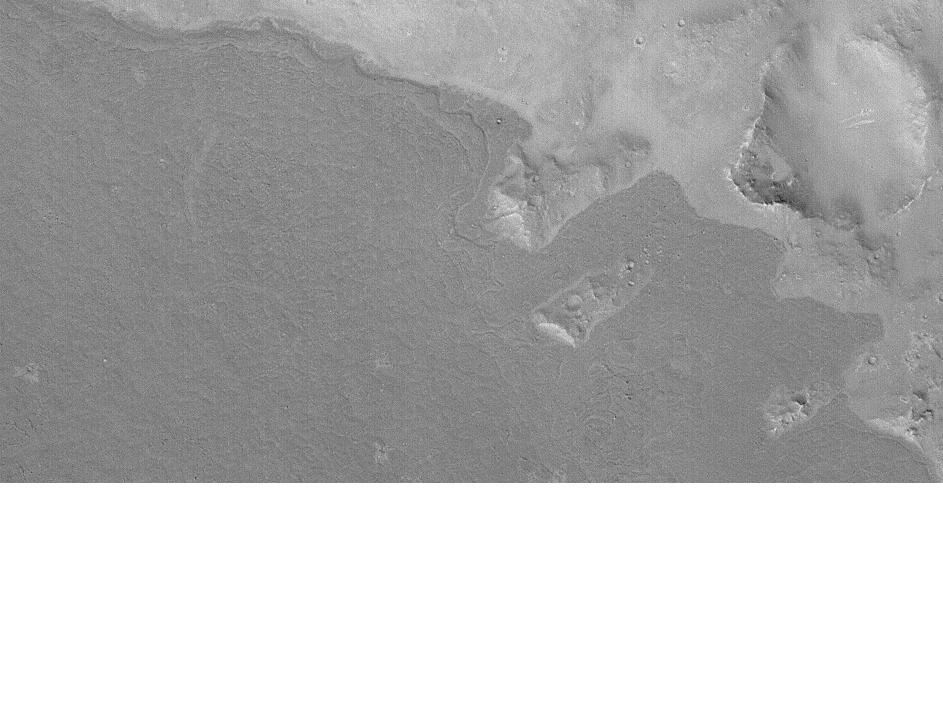
埃律西昂區的熔岩流地形，在埃律西昂區有許多熔岩流形成。在影像中的熔岩流流向右上方。
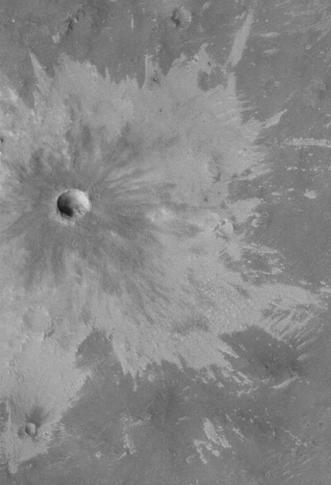
影像中撞擊坑在撞擊後噴發出較明亮的較低地層物質，形成明亮的放射狀噴發物。位於门农尼亚区。
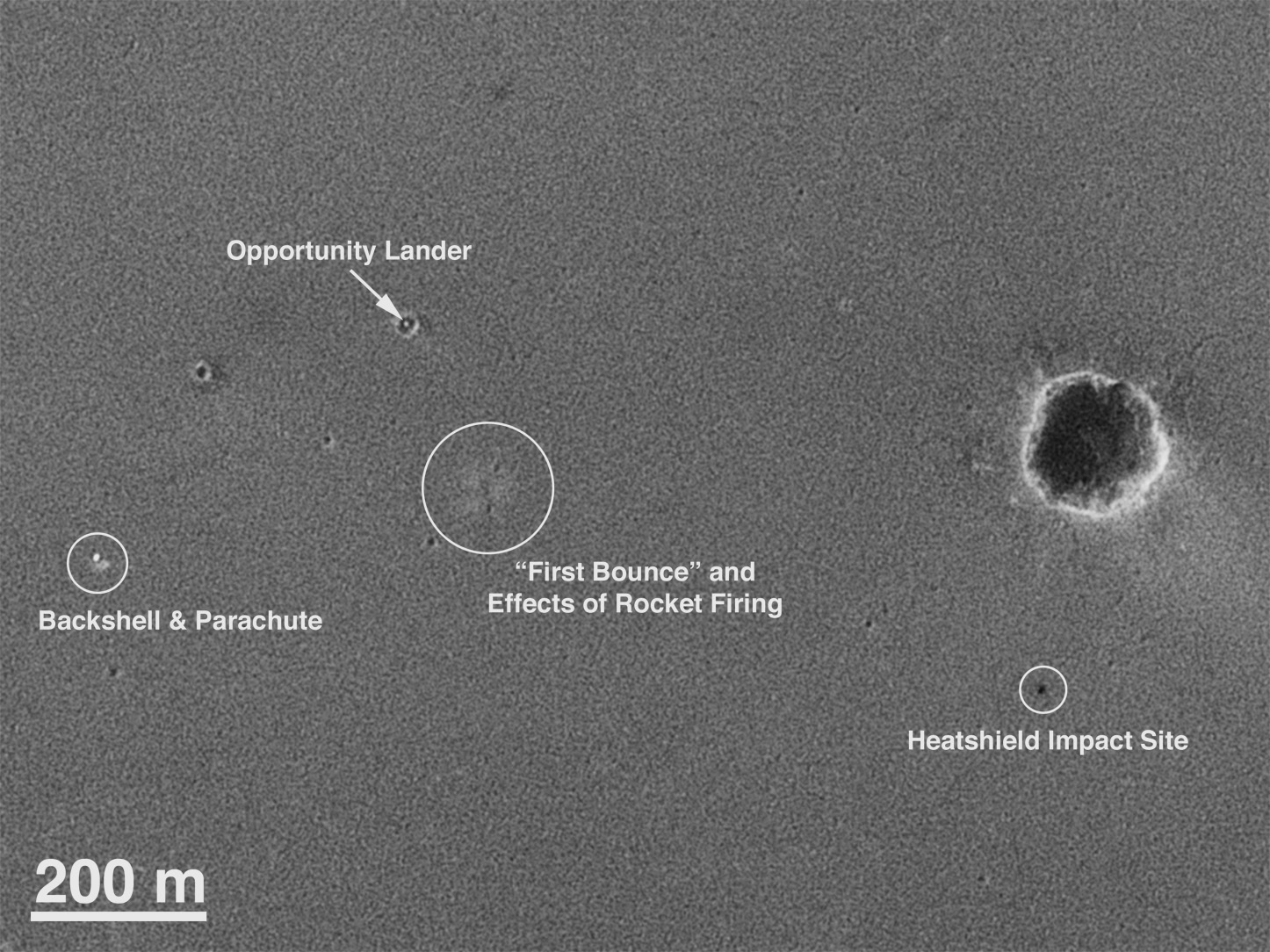
火星全球探勘者号拍攝到機會號的登陸地點和鷹撞擊坑。
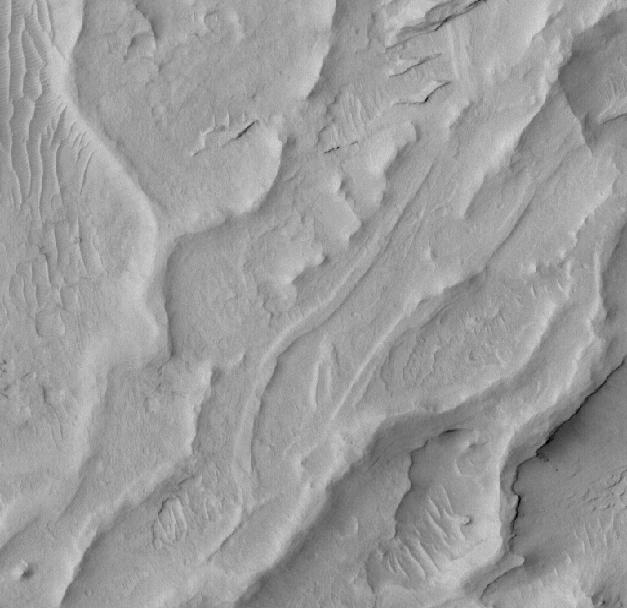
埃俄利斯區的倒轉河道。一般相信這是河道在許多物質沉積和凝聚以後造成河床高度上升而形成。
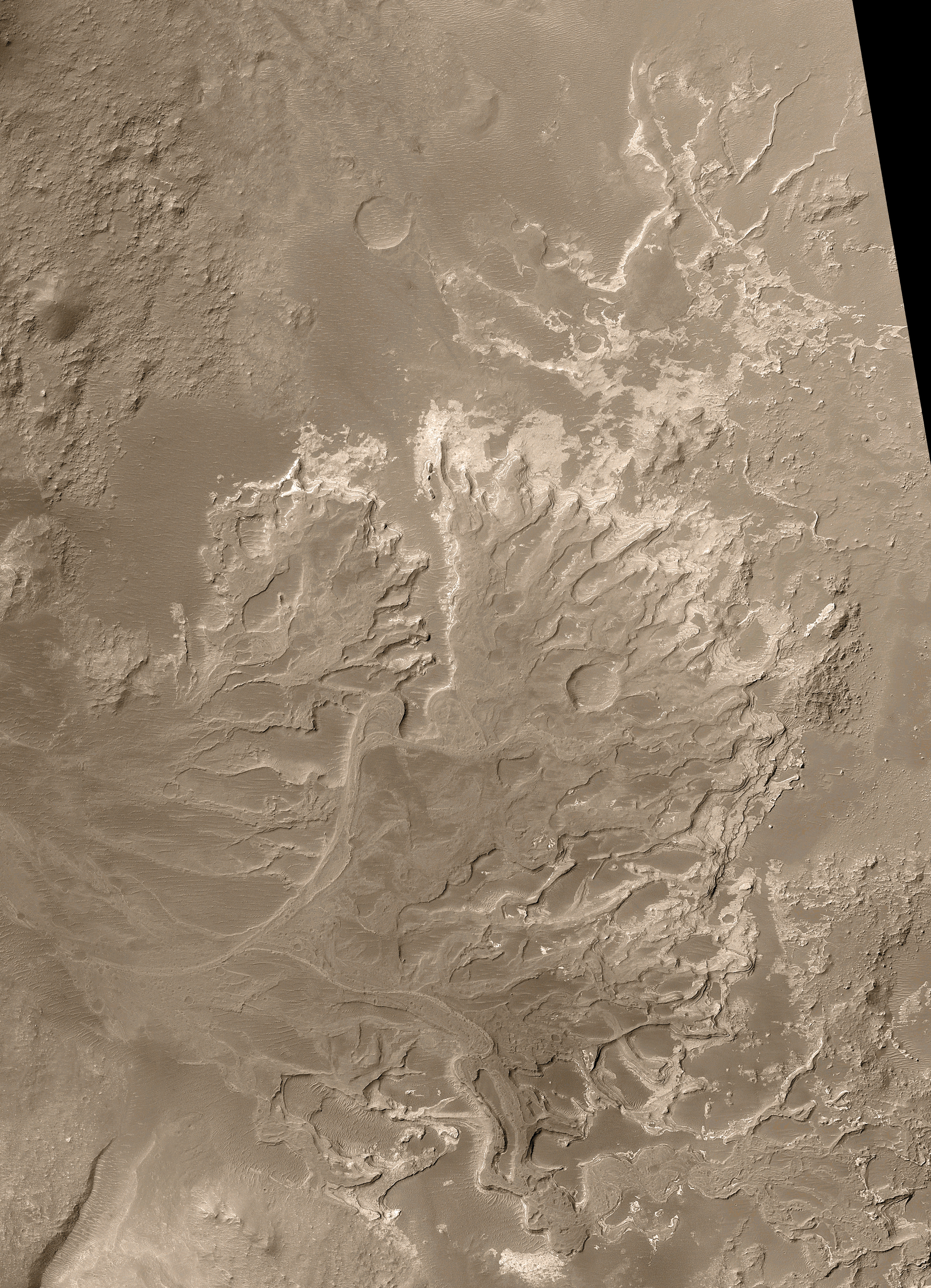
影像內可能是一处形成在湖中的三角洲。許多地質學家對此感興趣；生命的證據可能會在此處找到。
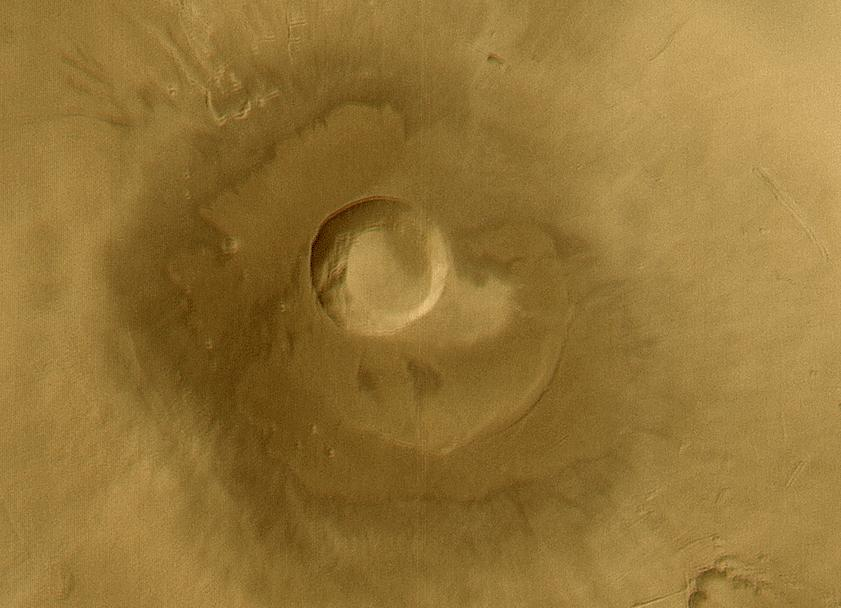
位在赤道上，塔爾西斯區的帕弗尼斯山。

## 計畫大事記
- 1996年11月7日：發射
- 1997年9月11日：到達火星並進入軌道
- 1999年4月1日：主要測繪任務開始
- 2001年2月1日：第一次延伸任務開始
- 2002年2月1日：第二次延伸任務開始
- 2003年1月1日：中繼任務開始
- 2004年3月30日：拍攝精神號前85個火星平均太陽日經過之處輪胎的軌跡。
- 2004年12月1日：科學與支援任務開始
- 2005年4月：火星全球探勘者號是第一個在地球以外行星拍攝其他太空探測器的探測器。火星全球探勘者号拍攝了兩張2001火星奧德賽號的照片和一張火星快車號的照片[25]。
- 2006年10月1日：預定2年的延伸任務開始[26]。
- 2006年11月2日：因為太陽能板重定位發生錯誤，失去通訊。
- 2006年11月5日：偵測到弱訊號，代表火星全球探勘者号在等待指令，不久訊號中斷[27]。
- 2006年11月21日：美国宇航局宣佈火星全球探勘者号任務結束
- 2006年12月6日：美国宇航局公開火星全球探勘者号拍攝到新的山溝影像，証明液態水仍在火星存在。
- 2007年4月13日：美国宇航局公布火星全球探勘者号失聯的報告。

## 外部連結
- Mars Global Surveyor
- NASA JPL Mars Link （页面存档备份，存于）
- NASA mission overview （页面存档备份，存于）
- Mars Global Surveyor Mission Profile by NASA's Solar System Exploration
- Global Surveyor Mission plan
- Malin Space Science Systems (complete image gallery)
- Preliminary Report: MGS Loss of Contact （页面存档备份，存于） (Released April 13, 2007)
- 04/13/07: Mars Global Surveyor: Report Reveals Reasons for Loss.
- New Scientist article on the general relativistic test （页面存档备份，存于）
- 04/13/07: Nasa confirmes first speculations about the reason for the loss of the spacecraft （页面存档备份，存于）
- MGS Photograph